# Lijst van muziekmusea
Dit is een lijst van muziekmusea wereldwijd. De lijst kan voormalige en bestaande musea bevatten en is niet uitputtend. Het is niet uit te sluiten dat een museum een deelcollectie over muziek, muziekinstrumenten, componisten of musici (tijdelijk) in zijn depot heeft staan en niet in het museum zelf. Halls of fame (voornamelijk in de Verenigde Staten) zijn niet altijd (meer) fysiek te bezoeken, maar kunnen soms bestaan uit een vertegenwoordiging of internetpresentatie.

## Argentinië
- Museo de las Campanas, klokken-/bellenmuseum - Mina Clavero
- Academia Nacional del Tango de la República Argentina - Buenos Aires
- Museo Beatle, gewijd aan The Beatles - Buenos Aires
- Museo de instrumentos musicales Emilio Azzarini - La Plata

## Armenië
- Charles Aznavourmuseum, gewijd aan Charles Aznavour - Jerevan
- Huis-Museum Aram Chatsjatoerjan, gewijd aan Aram Chatsjatoerjan - Jerevan

## Australië
- National Film and Sound Archive - Acton, Australian Capital Territory
- Tandanya National Aboriginal Cultural Institute - Adelaide, Zuid-Australië
- Nationale bibliotheek van Australië - Canberra, Australian Capital Territory
- Australian Country Music Hall of Fame - Tamworth, New South Wales
- Slim Dusty Centre - Kempsey, New South Wales
- Grainger Museum, gewijd aan Percy Aldridge Grainger - Universiteit van Melbourne, Victoria
- Performing Arts Collection - Melbourne
- Arts Centre Melbourne, deels muziekcollectie - Melbourne
- ARIA Hall of Fame - Melbourne
- Australian Jazz Museum - Wantirna, Victoria

## Azerbeidzjan
- Azerbeidzjaans Staatsmuseum van Muziekcultuur - Bakoe

## België
Oost- en West-Vlaanderen
- Jazz Centrum Vlaanderen, met jazzmuseum - Dendermonde
- Peter Benoit Huis, gewijd aan Peter Benoit - Harelbeke
- Orgelcollectie Ghysels - Kallo
- Muziekmuseum De Harmonie - Koekelare
- Jukeboxmuseum (2012-2017) - Menen

Provincie Antwerpen
- Museum Vleeshuis - Antwerpen
- Harmonium Art museuM - Klein-Willebroek
- Koninklijke Beiaardschool Jef Denyn, genoemd naar Jef Denyn - Mechelen
- Draaiorgelmuseum - Voortkapel

Brussel en Vlaams-Brabant
- Archief en Museum voor het Vlaams Leven, deelcollectie - Brussel
- Muziekinstrumentenmuseum - Brussel
- Volksinstrumentenmuseum - Gooik
- Den Ast, collectie over cellist François Servais en familie - Halle
- Jazz Station - Sint-Joost-ten-Node
- Brabants Centrum voor Muziektradities - Kampenhout
- Museum van de Radio- en Televisie-Omroep (1979-1996) - Schaarbeek

Limburg
- Stedelijk Beiaardmuseum - Hasselt
- Museum voor muziekinstrumenten (?-2014) - Peer
- Armand Preud'homme-museum (1990-2018), gewijd aan Armand Preud'homme - Peer

Wallonië
- Het Huis van Mijnheer Sax, gewijd aan Adolphe Sax - Dinant
- Klokken- en beiaardmuseum (1992-2013) - Tellin

## Brazilië
- Museu da Imagem e do Som de Bauru - Bauru
- Museu da Imagem e do Som de Campinas - Campinas
- Museu da Imagem e do Som - Campo Grande
- Museu da Imagem e do Som do Ceará - Ceará
- Museu da Imagem e do Som de Cuiabá - Cuiabá
- Museu da Imagem e do Som de Alagoas - Maceió
- Museu da Música de Mariana - Minas Gerais
- Museu da Imagem e do Som do Pará - Pará
- Luiz Gonzaga-museum, gewijd aan Luiz Gonzaga - Pernambuco
- Museu Carmen Miranda - Rio de Janeiro
- Villa-Lobos-museum, gewijd aan Heitor Villa-Lobos - Rio de Janeiro
- Museu da Imagem e do Som do Rio de Janeiro - Rio de Janeiro
- Reggae Maranhão Museum - São Luís
- Museu da Imagem e do Som (São Paulo) - São Paulo

## Burkina Faso
- Museum van Manéga, deels muziekcollectie - Oubritenga
- Nationaal Muziekmuseum - Ouagadougou

## Canada

##### Brits-Columbia,AlbertaenSaskatchewan
- Gervais Wheels Museum - Alida
- National Music Centre - Calgary
- Creative Kids Museum, muziek, theater en beeldende kunst - Calgary
- Canadian Music Hall of Fame - Calgary
- Canadian Songwriters Hall of Fame - Calgary
- Canadian Country Music Hall of Fame - Merritt
- Revelstoke Nickelodeon Museum - Revelstoke

##### Nova ScotiaenQuebec
- Musée des ondes Emile Berliner, gewijd aan de geschiedenis van het opnemen van muziek[1] Montréal
- Celtic Music Interpretive Centre - Judique
- Hank Snow Home Town Museum, gewijd aan Hank Snow - Liverpool
- Musée de l'Accordéon - Montmagny
- Anne Murray Centre, gewijd aan Anne Murray - Springhill

##### Ontario
- Forest City Gallery, deels muziekcollectie - London
- Youngtown Rock and Roll Museum, gewijd aan Neil Young - Omemee
- Franco-Ontarian Folklore Centre - Greater Sudbury
- Shania Twain Centre (2001-2013), gewijd aan Shania Twain - Timmins
- Ontario Science Centre, deels muziekcollectie - Flemingdon Park, Toronto
- Barn Dance Historical Society Entertainment Museum - Wingham

## China
- Orgelmuseum Gulangyu - Gulangyu, provincie Fujian
- Gu Lang Yu Piano Museum - Gulangyu, provincie Fujian
- Muziekinstrumentenmuseum van de provincie Heilongjiang
- Trommeltoren van Xi'an - Xi'an, provincie Shaanxi
- Wuhan Museum, grote collectie muziekinstrumenten - Wuhan, provincie Hubei

## Denemarken
- Memory Lane Rock Museum - Knebel
- Musikmuseet - Kopenhagen
- Nysted Orgelmuseum - Nysted
- Carl Nielsen-museum, gewijd aan Carl Nielsen - Odense
- Memphis Mansion, gewijd aan Elvis Presley - Randers
- Museum Ragnarock - Roskilde

## Duitsland

##### Baden-Württemberg
- Brahms-Haus, gewijd aan Johannes Brahms - Baden-Baden
- Deutsches Musikautomaten-Museum - Bruchsal
- Bezirksmuseum Buchen, met een collectie over Joseph Martin Kraus - Buchen
- Augustinermuseum, collectie muziekinstrumenten - Freiburg
- German Phono Museum - St. Georgen im Schwarzwald
- Glockenmuseum Stiftskirche - Herrenberg
- Musikhistorische Sammlung Jehle, verzameld door Martin Friedrich Jehle - Lautlingen
- Museum Bassermannhaus für Musik und Kunst - Mannheim
- Haus der Musik - Stuttgart
- Deutsches Harmonikamuseum - Trossingen
- Elztalmuseum, met een collectie mechanische muziekinstrumenten - Waldkirch
- Silcher-Museum, gewijd aan Friedrich Silcher - Weinstadt-Schnait

##### Beieren

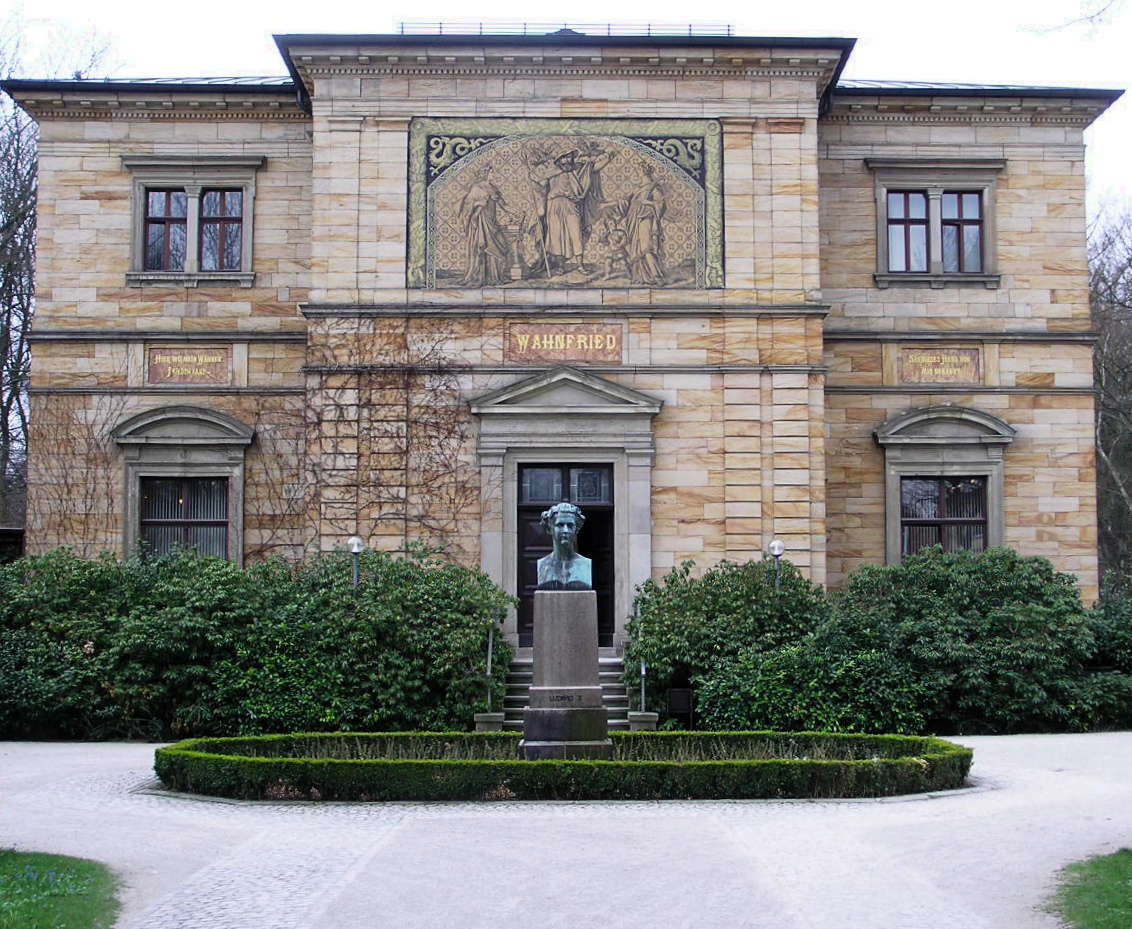
Haus Wahnfried

- Mozarthaus, gewijd aan Leopold en Wolfgang Amadeus Mozart - Augsburg
- E.T.A. Hoffmann-Haus, gewijd aan E.T.A. Hoffmann - Bamberg
- Franz-Liszt-Museum, gewijd aan Franz Liszt - Bayreuth
- Haus Wahnfried, gewijd aan Richard Wagner - Bayreuth
- Heimatmuseum, met een collectie over Christoph Willibald Gluck - Berching
- Carl Orff Museum, gewijd aan Carl Orff - Dießen am Ammersee
- Werner-Egk-Begegnungsstätte, gewijd aan Werner Egk - Donauwörth
- Sängermuseum - Feuchtwangen
- Richard-Strauss-Institut, gewijd aan Richard Strauss - Garmisch-Partenkirchen
- Vioolbouwmuseum - Mittenwald
- Rockmuseum Munich - München
- Deutsches Museum, collectie muziekinstrumenten - München
- Orgelbouwmuseum - Ostheim vor der Rhön
- Stadsmuseum Schwabach, met een collectie over Adolf von Henselt - Schwabach
- Orgelzentrum - Valley
- Gebrüder-Lachner-Museum, gewijd aan Vinzenz, Franz en Ignaz Lachner - Rain

##### BerlijnenBrandenburg
- Muziekmuseum - Beeskow
- Brandenburgisches Orgelmuseum, Bad Belzig
- Piano Salon Christophori, genoemd naar Bartolomeo Cristofori - Berlijn-Gesundbrunnen
- Ramones-Museum, gewijd aan de Ramones  - Berlijn-Friedrichshain
- Muziekinstrumentenmuseum - Berlijn-Tiergarten
- Kreismuseum Bad Liebenwerda, collectie van August Friedrich, Johann Gottlieb en Carl Heinrich Graun - Bad Liebenwerda
- Scharwenka Kulturforum, gewijd aan Xaver en Philipp Scharwenka - Bad Saarow

##### Hamburg,Sleeswijk-HolsteinenMecklenburg-Voor-Pommeren

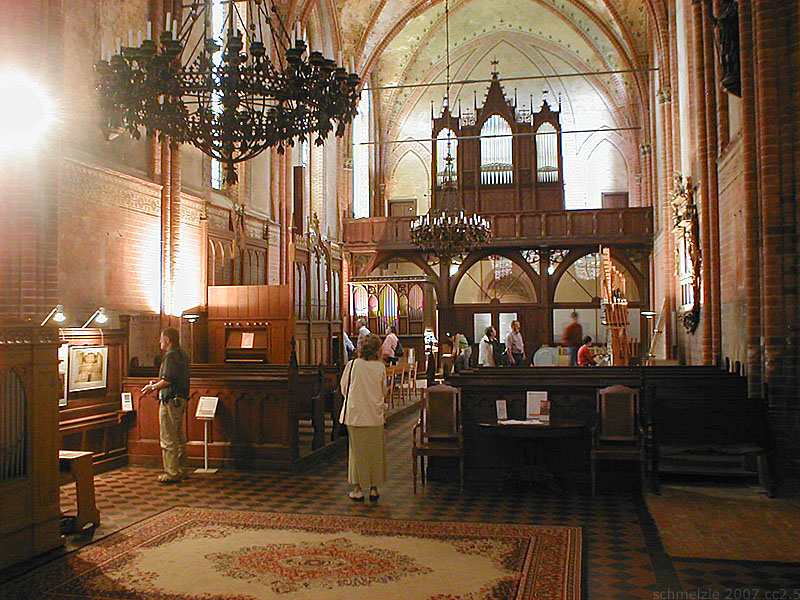
Mecklenburgisches Orgelmuseum

- Ostholstein-Museum, expositie over Carl von Weber - Eutin
- Brahms-Haus, gewijd aan Johannes Brahms - Heide
- KomponistenQuartier Hamburg - Hamburg-Neustadt
  - Brahms-Museum, gewijd aan Johannes Brahms
  - Telemann-Museum, gewijd aan Georg Philipp Telemann
  - Carl Philipp Emanuel Bach Museum, gewijd aan Carl Philipp Emanuel Bach
  - Johann Adolf Hasse Museum, gewijd aan Johann Adolf Hasse
  - Gustav Mahler-Museum, gewijd aan Gustav Mahler
  - Fanny & Felix Mendelssohn Museum, gewijd aan Fanny en Felix Mendelssohn
- Museum für Hamburgische Geschichte, deelcollectie muziek - Hamburg-Neustadt
- Beatlemania Hamburg (2009-2012), gewijd aan The Beatles - Hamburg-St. Pauli
- Jazz-Museum Bix Eiben (1987-2013), genoemd naar de oprichter - Hamburg-Winterhude
- Ostrockmuseum - Kröpelin
- Brahms-Institut, gewijd aan Johannes Brahms e.a. componisten - Lübeck
- Mecklenburgisches Orgelmuseum - Malchow

##### Noordrijn-Westfalen,NedersaksenenBremen
- Pianomuseum Haus Eller, genoemd naar het pand - Bergheim
- Beethovenhaus, gewijd aan Ludwig van Beethoven - Bonn
- Schumannhaus, gewijd aan Robert Schumann - Bonn-Endenich
- Orgelmuseum - Borgentreich
- Elvis-Presley-Museum (2011-2013), gewijd aan Elvis Presley - Düsseldorf
- Musikinstrumente- und Puppenmuseum (?-2011) - Goslar
- Rock'n'popmuseum - Gronau
- Haus Kemnade - Hattingen, met een muziekinstrumentencollectie
- Klingendes Museum in der Burg Sternberg - Extertal
- Stones Fan Museum, gewijd aan The Rolling Stones - Lüchow
- Wandschildering van de Stones, gewijd aan The Rolling Stones - Lüchow
- Muziekmuseum (2009-2013) - Monschau
- Orgelmuseum Fleiter, gewijd aan Friedrich Fleiter - Münster-Nienberge
- Harry's klingendes Museum, genoemd naar de oprichter - Schwarmstedt
- Organeum - Weener

##### Rijnland-Palts,SaarlandenHessen
- Wetterau-Museum, deelcollectie over Elvis Presley - Friedberg
- Hindemith Kabinett, gewijd aan Paul Hindemith - Frankfurt
- Spohr-Museum, gewijd aan Louis Spohr - Kassel
- Mutter-Beethoven-Haus, gewijd aan Ludwig van Beethoven - Koblenz
- Muziekinstrumentenmuseum - Ortenberg-Lißberg
- Siegfrieds Mechanisches Musikkabinett, genoemd naar de oprichter - Rüdesheim am Rhein
- Musikantenland-Museum - Thallichtenberg
- orgelARTmuseum - Windesheim

##### SaksenenSaksen-Anhalt

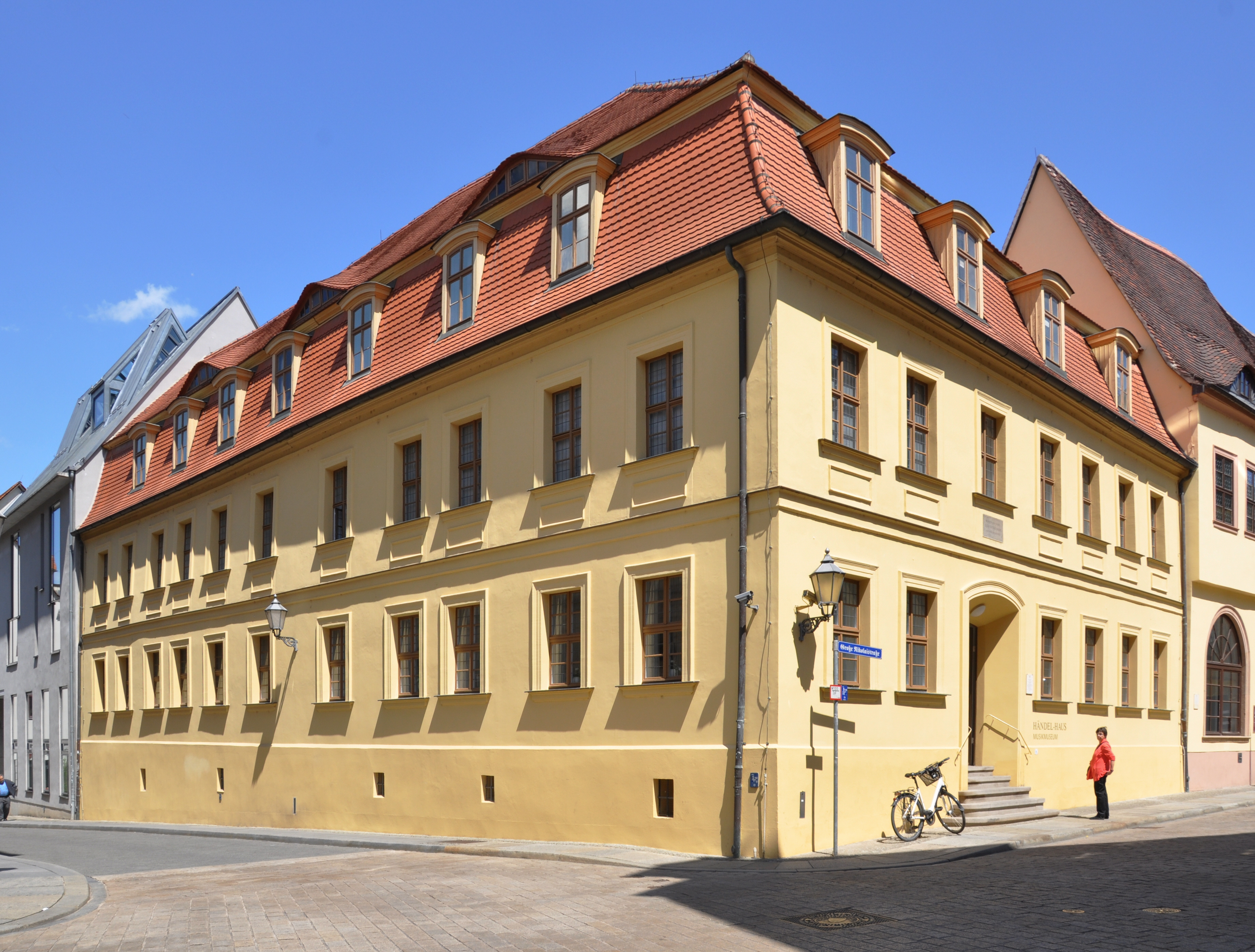
Händel-Haus

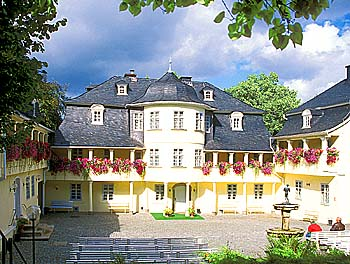
Muziekinstrumentenmuseum, Markneukirchen

- Villa Teresa, gewijd aan Eugen d'Albert en Teresa Carreño - Coswig
- Kurt-Weill-Zentrum, gewijd aan Kurt Weill - Dessau-Roßlau
- Carl-Maria-von-Weber-Museum, gewijd aan Carl Maria von Weber - Dresden-Hosterwitz
- Richard-Wagner-Stätten, gewijd aan Richard Wagner - Dresden-Graupa
- Gottfried-Silbermann-Museum, gewijd aan Gottfried Silbermann - Frauenstein
- Mauersberger-Museum, gewijd aan Rudolf en Erhard Mauersberger - Großrückerswalde
- Beatles Museum, gewijd aan The Beatles - Halle
- Wilhelm-Friedemann-Bach-Haus, gewijd aan zeven componisten - Halle
- Händel-Haus, gewijd aan Georg Friedrich Händel - Halle
- Orgelbaumuseum Klosterhäseler - Klosterhäseler
- Historisches Museum & Bachgedenkstätte, deelcollectie Johann Sebastian Bach - Köthen
- Mendelssohn-Haus, gewijd aan Felix en Franny Mendelssohn - Leipzig
- Bach-Museum, gewijd aan Johann Sebastian Bach - Leipzig
- Grieg-Begegnungsstätte, gewijd aan Edvard Grieg - Leipzig
- Muziekinstrumentenmuseum - Leipzig
- Schumannhaus, gewijd aan Robert en Clara Schumann - Leipzig
- Carl-Loewe-Museum, gewijd aan Carl Loewe - Löbejün
- Muziekinstrumentenmuseum - Markneukirchen
- Lindenmuseum Clara Schumann, gewijd aan Clara Schumann - Müglitztal
- Reinhard-Keiser-Gedenkstätte, gewijd aan Keiser, Schieferdecker, Heinichen en Fasch - Teuchern
- Heinrich-Schütz-Haus, gewijd aan Heinrich Schütz - Weißenfels
- Robert-Schumann-Haus, gewijd aan Robert Schumann - Zwickau

##### Thüringen
- Schlossmuseum, met collectie van Johann Sebastian Bach - Arnstadt
- Thüringer Orgelmuseum (1988-2009) - Bechstedtstraß
- Bachhaus, gewijd aan Johann Sebastian Bach - Eisenach
- Reuter-Wagner-Museum, gewijd aan Richard Wagner - Eisenach
- Heinrich-Schütz-Haus, gewijd aan Heinrich Schütz - Bad Köstritz
- Max Reger-archief, gewijd aan Max Reger - Meiningen
- Museum im Schloss Elisabethenburg, afdelingen muziekgeschiedenis en -instrumenten - Meiningen
- Bach-Stammhaus, gewijd aan de Bach-familie en vioolbouwer - Wechmar
- Liszt-Haus, gewijd aan Franz Liszt - Weimar

## Estland
- Estse Theater- en Muziekmuseum - Tallinn

## Filipijnen
- José R. Gullas Halad Museum, genoemd naar José Gullas Halad - Cebu City

## Finland
- Ainola, huis van Jean Sibelius - Järvenpää
- Militair Muziekmuseum van Finland - Lahti
- Sibeliusmuseum, gewijd aan Jean Sibelius - Turku
- Mechanisch Muziekmuseum - Varkaus
- Villa Kokkonen, huis van Joonas Kokkonen - Järvenpää

## Frankrijk
Parijs
- Musée des arts et métiers - 3e arrondissement
- Salon Frédéric Chopin, gewijd aan Frédéric Chopin - 4e arrondissement
- Bibliothèque-musée de l'Opéra National - 9e arrondissement
- Musée du Hard Rock Café - 9e arrondissement
- Phono Museum - 9e arrondissement
- Musée Édith Piaf, gewijd aan Édith Piaf - 11e arrondissement
- Musée-Placard d'Erik Satie, gewijd aan Erik Satie (?-2008) - 18e arrondissement
- Musée de la musique - 19e arrondissement

Overig
- Musée de la Musique - Anduze

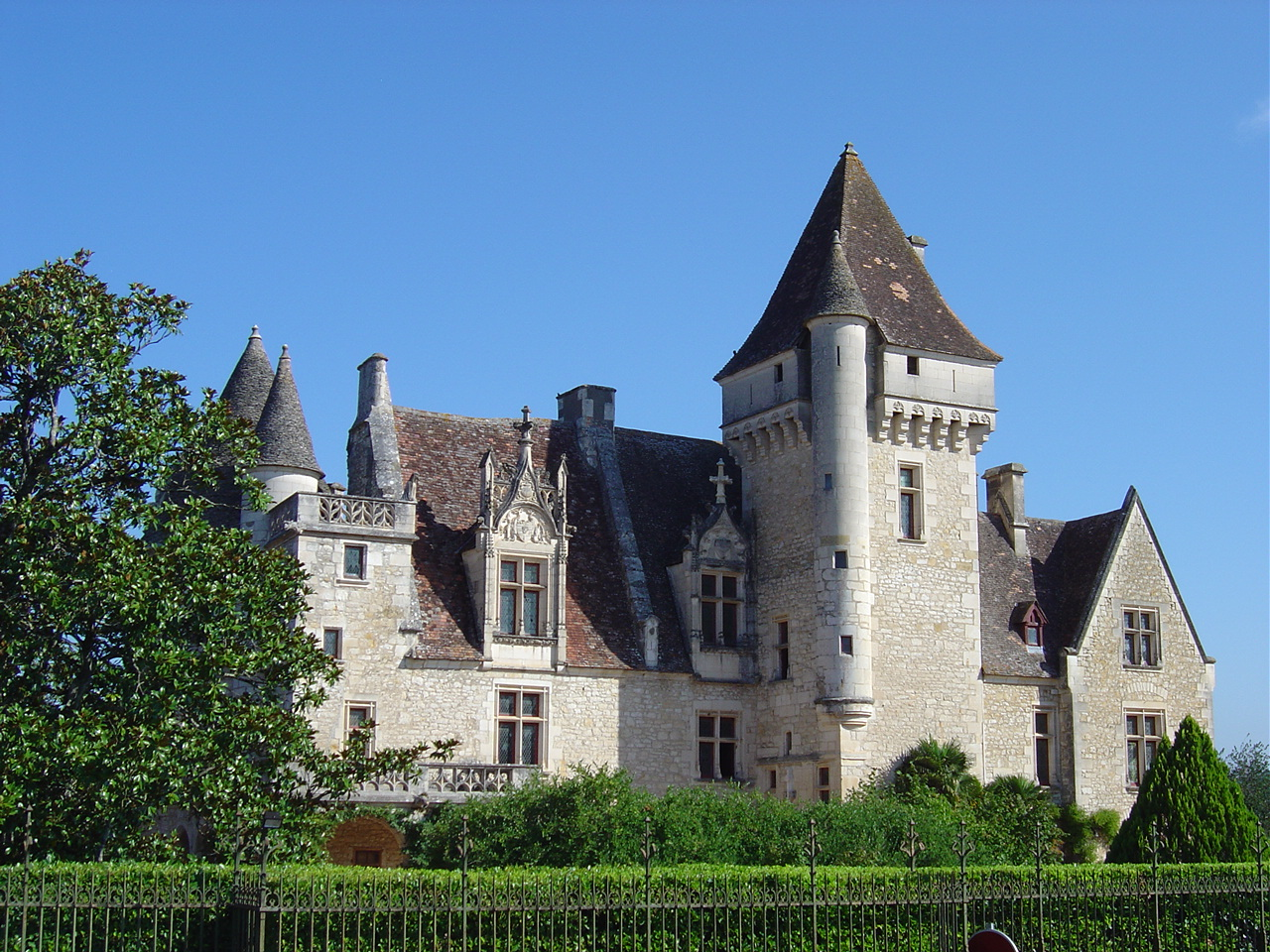
Josephine Baker Museum

- Josephine Baker Museum, Kasteel Les Milandes, gewijd aan Josephine Baker - Castelnaud-la-Chapelle
- Muziekinstrumentenmuseum van Céret - Céret
- Musée de l'art forain et de la musique mécanique - Conflans-en-Jarnisy
- Musée Hector-Berlioz - gewijd aan Hector Berlioz - La Côte-Saint-André
- Musée des instruments à vent - La Couture-Boussey
- Musée Claude Debussy, gewijd aan Claude Debussy - St.-Germain-en-Laye
- Musée de la Musique mécanique - Les Gets
- Maisons Satie, gewijd aan Erik Satie - Honfleur
- Musée européen d'art campanaire - L'Isle-Jourdain
- Musée du piano - Limoux
- Musée de la Musique mécanique - Mirecourt
- Musée de la lutherie et de l'archèterie française - Mirecourt
- Musée Maurice Ravel, gewijd aan Maurice Ravel - Montfort-l'Amaury
- Musée des musiques populaires, MuPop - Montluçon
- Paleis Lascaris, museum van oude muziekinstrumenten - Nice
- Musée de la chanson française - La Planche
- Ferme des orgues - Steenwerk

## Ghana
- Gramophone Records Museum and Research Centre of Ghana - Cape Coast

## Griekenland

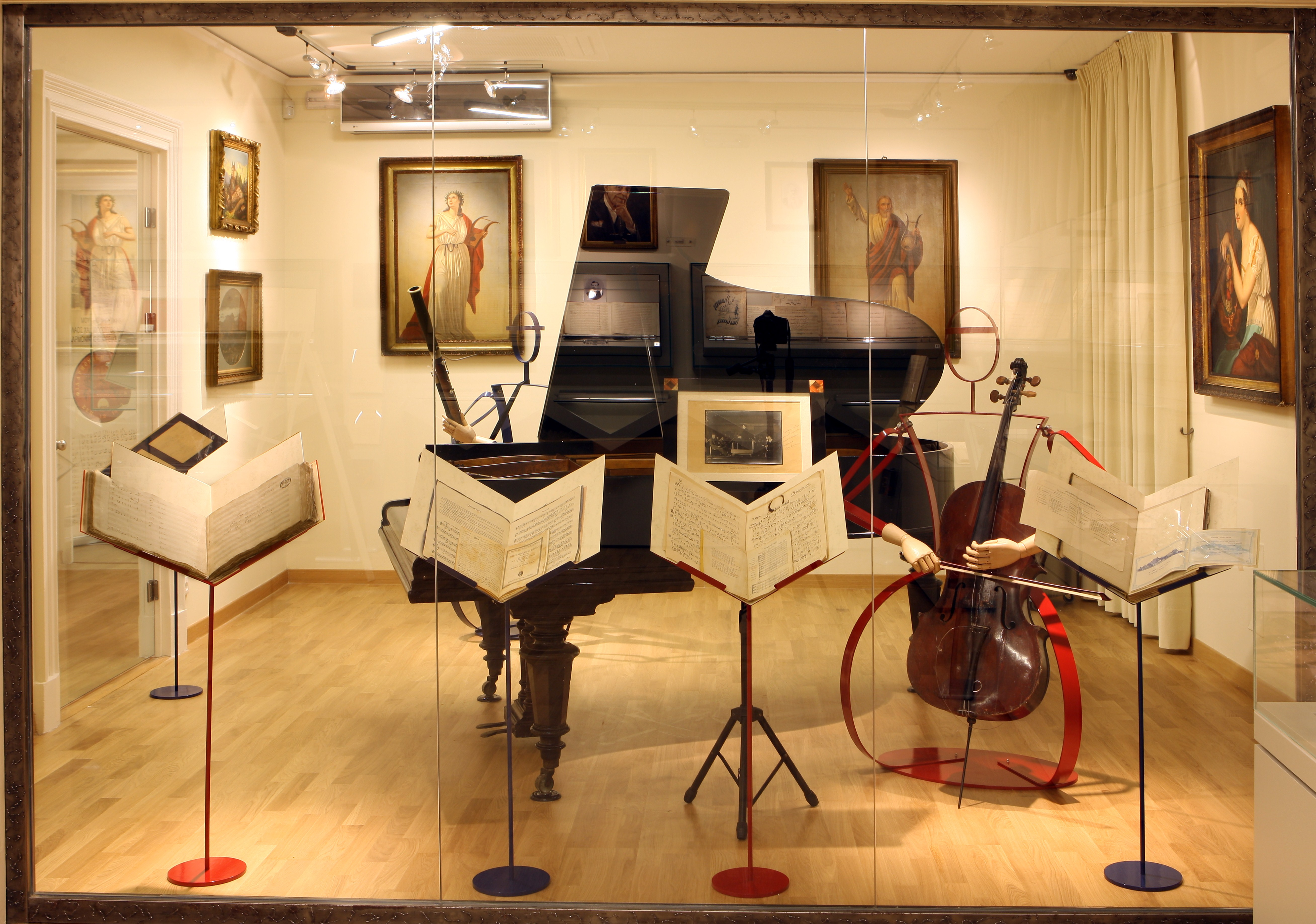
Filharmonisch Museum Corfu

- Museum van Griekse Volksmuziekinstrumenten - Plaka, Athene
- Muziekmuseum van Macedonië - Thessaloniki
- Museum van Oud-Griekse, Byzantijnse en Post-Byzantijnse Instrumenten - Thessaloniki
- Muziekmuseum van de Filharmonische Gezelschap - Corfu

## Guatemala
- Museo Casa K'ojom, in het Centro Cultural la Azotea, Majamuziek - Jocotenango, Sacatepéquez

## Hongarije
Boedapest
- House of Music Hungary
- Béla Bartók-herdenkingshuis, gewijd aan Béla Bartók
- Frans Liszt-herdenkingsmuseum, gewijd aan Franz Liszt
- Zoltán Kodály-herdenkingsmuseum, gewijd aan Zoltán Kodály
- Muziekhistorisch Museum

Overig
- Egri Road Beatles Múzeum, gewijd aan The Beatles - Eger
- Beethoven-herdenkingsmuseum, gewijd aan Ludwig van Beethoven - Martonvásár

## Ierland
- Irish Rock N Roll Museum - Dublin
- Irish Music Hall of Fame - Dublin (1999-2001)

## IJsland
- Rokksafni Íslands, museum over rock 'n roll - Reykjanesbær
- Folk Music Centre - Siglufjörður

## India

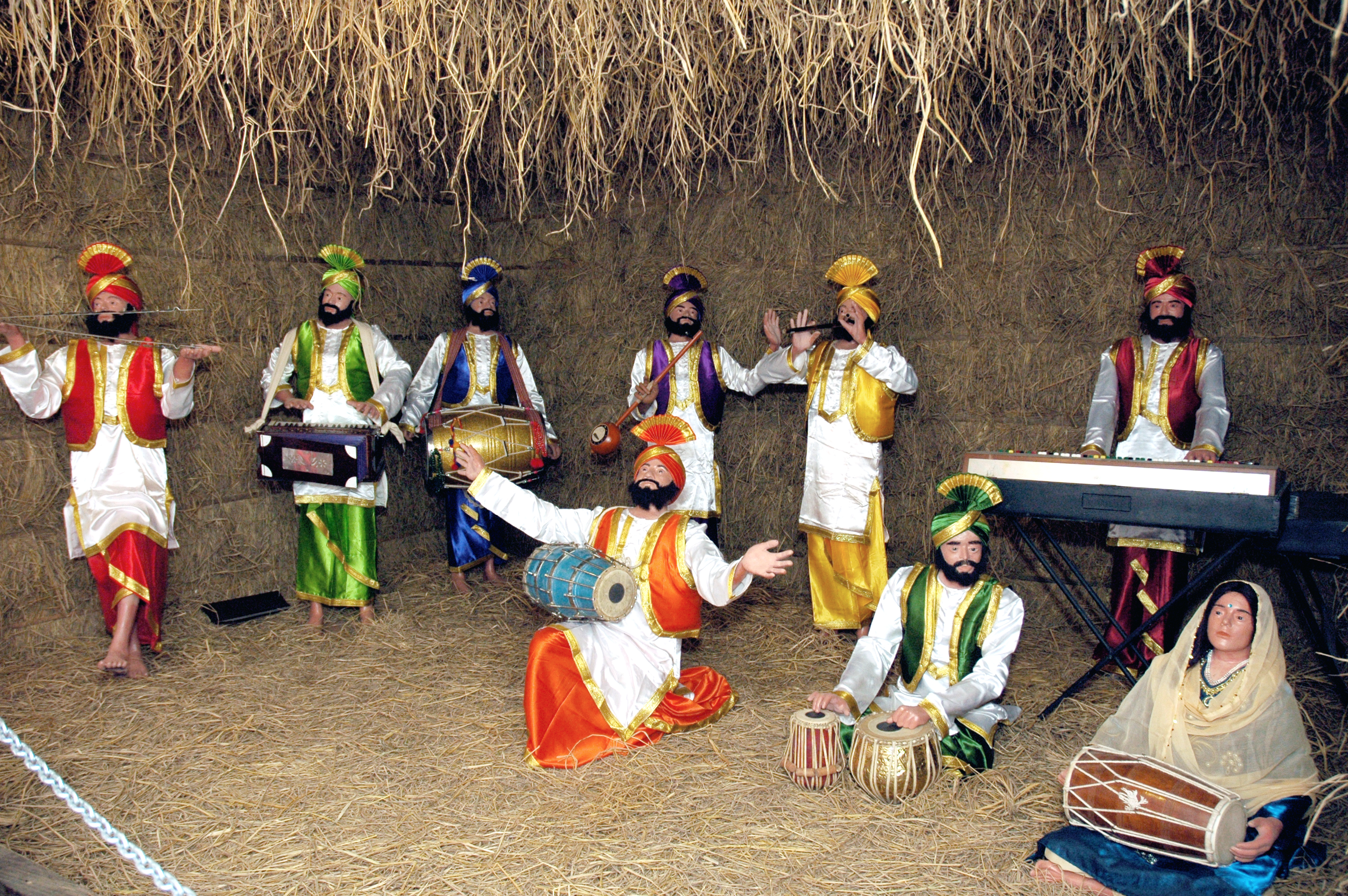
Melody World Wax Museum, Mysore

- Karnataka Folk Museum, deels muziekcollectie - Bangalore
- Indian Music Experience - Bangalore
- Melody World Wax Museum, muziekinstrumentencollectie - Mysore
- Melody World Wax Museum, Mysore

## Indonesië
- Museum Musik Indonesia - Malang

## Iran
- Tehran Museum of Music - Teheran

## Israël
- Hebreeuws Muziekmuseum - Jeruzalem
- Violins of Hope - Tel Aviv

## Italië
Noord-Italië

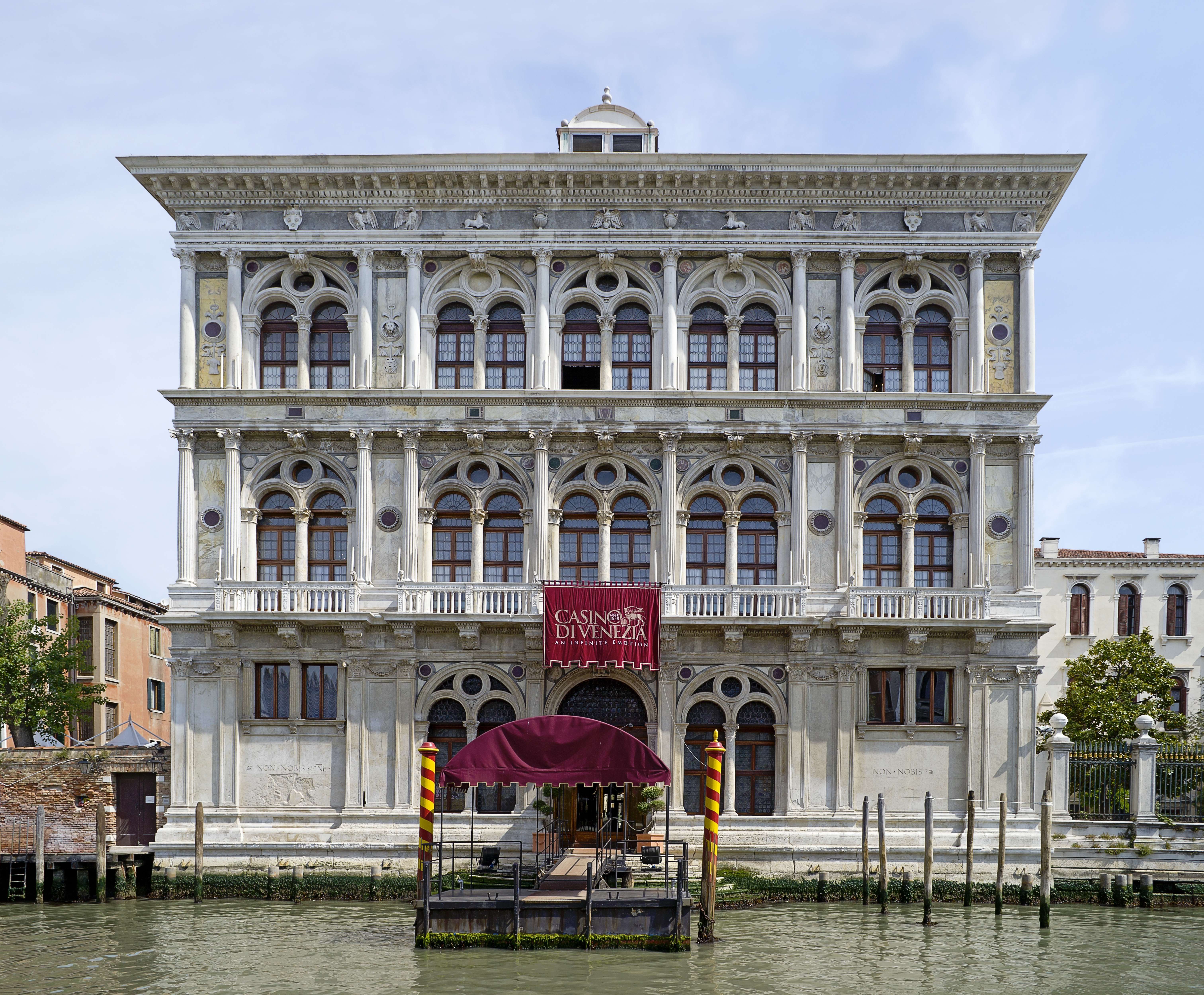
Museo Wagner, Venetië

- Museum Pietro Abbà-Cornaglia - Alessandria
- Gustav Mahler Stube, met een collectie van Gustav Mahler - Altschluderbach
- Museo Donizettiano, gewijd aan Gaetano Donizetti - Bergamo
- Casa Natale di Gaetano Donizetti, gewijd aan Gaetano Donizetti - Bergamo
- Internationaal Muziekmuseum en bibliotheek - Bologna
- Oratorium van San Colombano - Bologna
- Museo nazionale Giuseppe Verdi, gewijd aan Giuseppe Verdi - Busseto
- Casa di Verdi, gewijd aan Giuseppe Verdi - Busseto
- Villa Verdi, gewijd aan Giuseppe Verdi - Busseto
- Museo civico di Crema e del Cremasco, deels muziekcollectie - Crema
- Vioolmuseum - Cremona
- Museo Civico Ala Ponzone - Cremona
- Museum Via del Campo 29 rosso, gewijd aan Fabrizio De André - Genua
- Jazzmuseum van Genua - Genua
- Collezione Didattica piccolo Museo della Musica - Lodi
- Fondo Musicale Greggiati, gewijd aan Giuseppe Greggiati - Mantua
- Muziekinstrumentenmuseum, Milaan
- Museum bij het Scala-theater, deelcollectie muziek - Milaan
- Casa Museo Luciano Pavarotti, gewijd aan Luciano Pavarotti – Modena
- Geboortehuis van Arturo Toscanini, gewijd aan Arturo Toscanini - Parma
- Museo storico Riccardo Barilla del Conservatorio di Parma - Parma
- Museum van instrumenten voor volksmuziek - Roncegno
- Volksmuziekinstrumentenmuseum, ook blaasinstrumentenmuseum - Quarna Sotto
- Museo del disco d'epoca - Sogliano al Rubicone
- Museo Teatrale Carlo Schmidl, muziek- en theatermuseum gewijd aan Carlo Schmidl - Triëst
- Museo della Canzone - Vallecrosia
- San Maurizio, museum voor Venetiaanse barokmuziek - Venetië
- Museo Wagner, gewijd aan Richard Wagner - Palazzo Vendramin-Calergi, Venetië
- Arena MuseOpera, AMO - Verona

Midden-Italië
- Museo internazionale della fisarmonica - Castelfidardo
- Muziekinstrumentenmuseum - Florence
- Museo Enrico Caruso, gewijd aan Enrico Caruso - Lastra a Signa
- Museo Gaspare Spontini, gewijd aan Gaspare Spontini - Maiolati Spontini
- Orgelmuseum Santa Cecilia - Massa Marittima
- Collezione Titta Ruffo, gewijd aan Titta Ruffo - Pisa
- Casa Natale di Rossini, gewijd aan Gioachino Rossini - Pesaro
- Museo nazionale degli strumenti musicali dell'Accademia nazionale di Santa Cecilia - Rome
- Museo Storico, onderdeel van het Teatro Argentina - Rome
- Nationaal muziekinstrumentenmuseum - Rome
- Museo della Zampogna, doedelzakmuseum - Scapoli
- Accademia Musicale Chigiana - Siena
- Museo della musica - Talla
- Torre del Lago Puccini, landgoed van Giacomo Puccini - Viareggio

Mezzogiorno
- Museum van multi-etnische muziekinstrumenten Fausto Cannone - Alcamo
- Museum van het kasteel van Gesualdo, gewijd aan Carlo Gesualdo – Gesualdo
- Museum voor Calabrische volksmuziek en muziekinstrumenten - Isca sullo Ionio
- Museum van het conservatorium San Pietro a Majella - Napels
- Cultureel centrum Leonida Repaci, onder meer gewijd aan Francesco Cilea en Nicola Manfroce - Palmi, Reggio Calabria

## Jamaica

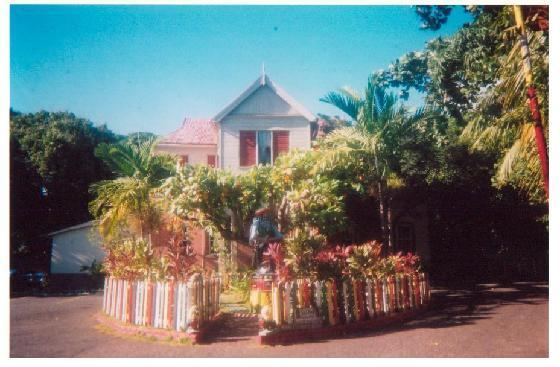
Bob Marley Museum

- Bob Marley Museum, gewijd aan Bob Marley - Nine Miles
- Bob Marley Mausoleum - Kingston

## Japan
Tokio

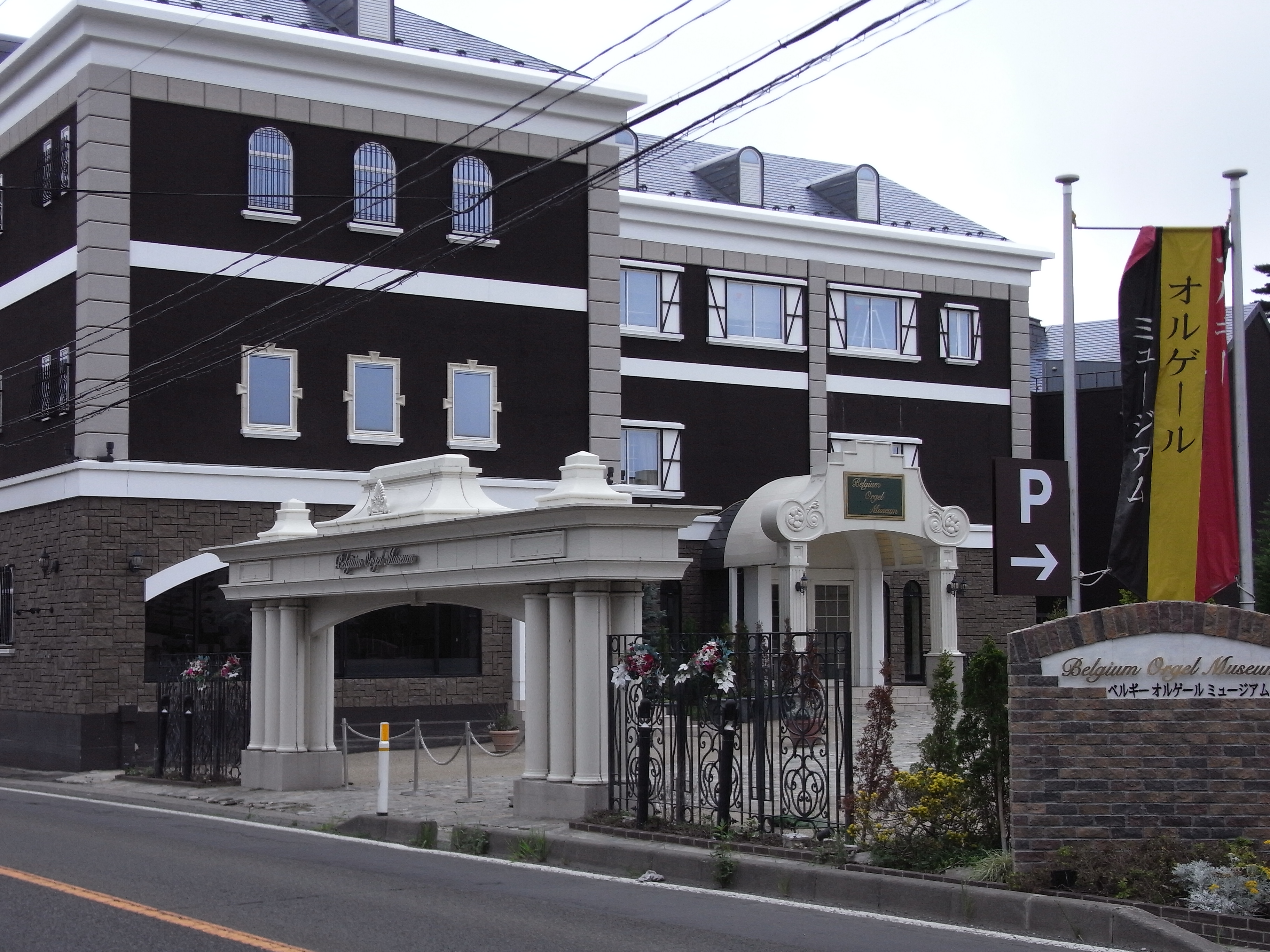
Belgisch Orgelmuseum

- Herdenkingshal, gewijd aan Michio Miyagi
- Orugoru no Chiisana Hakubutsukan, muziekinstrumentenmuseum
- Museum van de Muziekacademie Musashino
- Min-On Muziekmuseum

Overig
- Museum van mandolinemelodieën - Aichi
- Kawaguchi-ko Music Forest Museum - Fujikawaguchiko, Yamanashi
- Muziekinstrumentenmuseum - Hamamatsu
- Muziekdoosmuseum van Izu - Izu, Ito
- Rokko Muziekdoosmuseum, Kobe
- Belgisch Orgelmuseum - Matsushima, Miyagi
- Japans Museum van Hedendaagse Speelgoed & Hall van Muziekdozen - Mimasaka
- Horie Orgelmuseum - Nishinomiya
- Muziekmuseum van het Music College - Osaka
- Muziekdoosmuseum van Otaru - Otaru
- Onyoku Luidspreker Museum, Saikai
- John Lennon-museum (2000-2010), gewijd aan John Lennon - Saitama
- Muziekdoosmuseum van Hamana-meer - Shizuoka
- ARSBEL (opgeheven), orgelmuseum, Tendo
- Nasu Muziekdoosmuseum - Nasu, Tochigi
- Misasa Vioolmuseum - Misasa, Tottori

## Kaapverdië
- Museu da Tabanka, gewijd aan tabanka-muziek - Assomada

## Kazachstan
- Kazachs Museum voor Volksmuziekinstrumenten - Almaty

## Letland
- Krišjānis Barons Museum, gewijd aan Krišjānis Barons - Riga

## Litouwen
- Povilas Stulga-museum van Litouwse Volksinstrumenten, genoemd naar Povilas Stulga - Kaunas
- Litouws Theater-, Muziek- en Bioscoopmuseum, Lietuvos teatro, muzikos ir kino muziejus - Vilnius

## Madagaskar
- Kunst- en archeologiemuseum van de universiteit van Madagaskar, collectie muziekinstrumenten - Antananarivo

## Mexico
- Museum van het Yucateekse Lied - Mérida
- Casa de la Música Mexicana - Mexico-Stad
- Nationale muziekbibliotheek - Mexico-Stad

## Mongolië
- Mongolian Theatre Museum - Ulaanbaatar

## Nederland
Noord

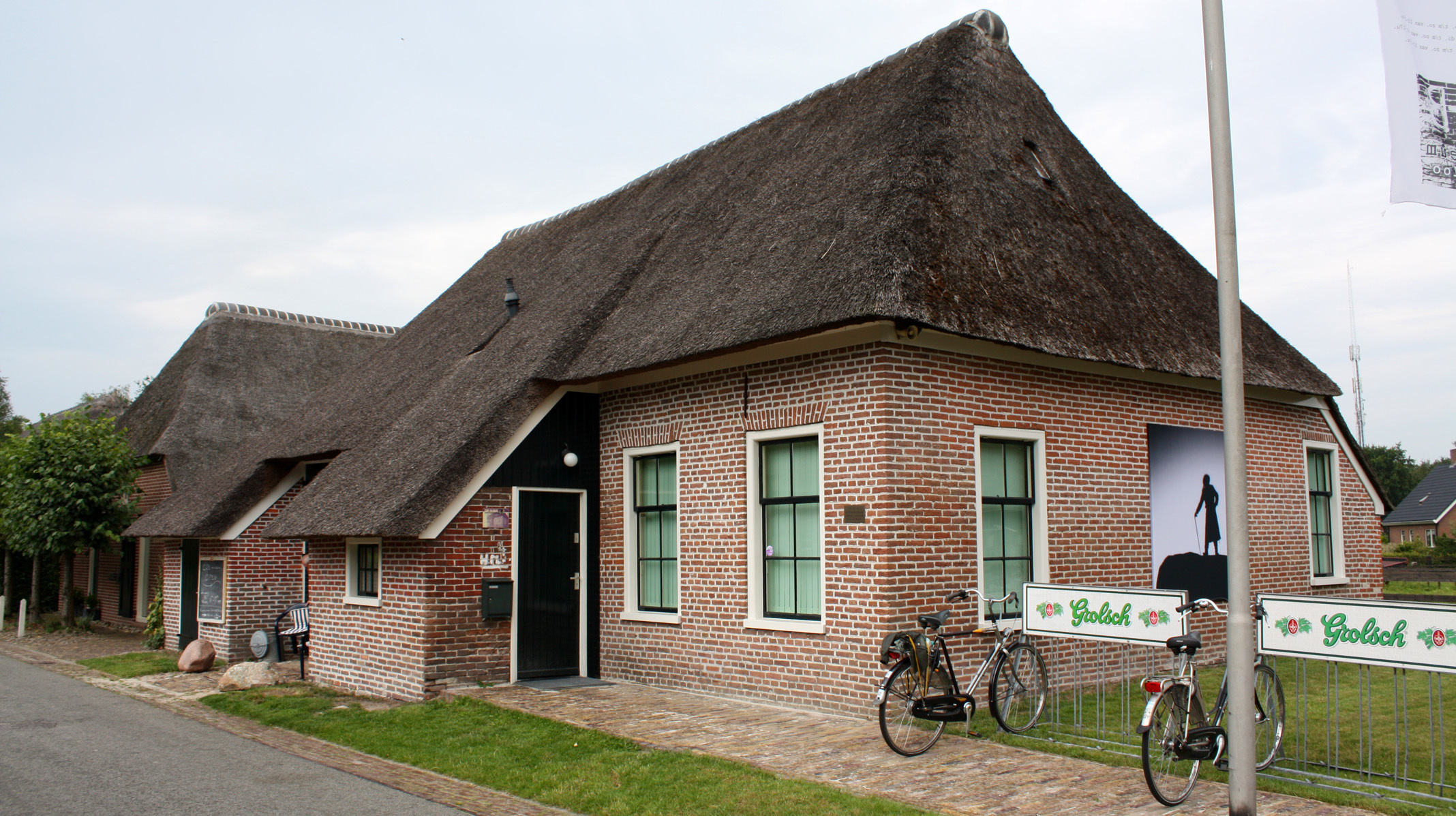
C+B Museum - Grolloo

- Draaiorgelmuseum (1987-2008) - Assen
- Harmonium Museum Nederland (2001-2023) - Barger-Compascuum
- Museum Vosbergen - Eelde
- Accordeonmuseum Harte Meijer - Gasselternijveenschemond
- C+B Museum, gewijd aan Cuby + Blizzards - Grolloo
- Elvis Presley Museum, gewijd aan Elvis Presley - Molkwerum
- Museum Musica - Stadskanaal
- Draaiorgelmuseum Folkloreklanken (2008-2012) - de Wijk

West

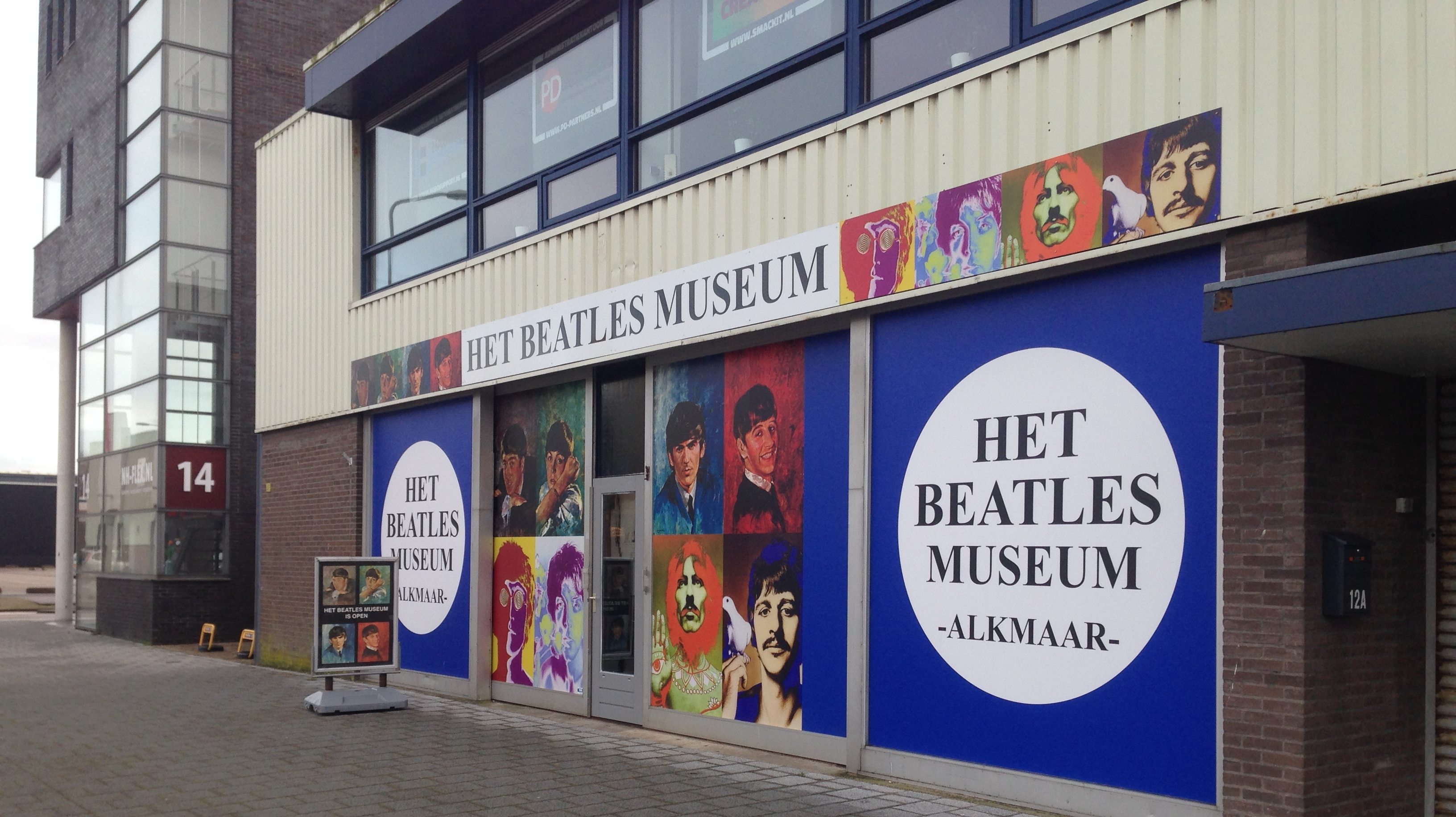
Beatles Museum - Alkmaar

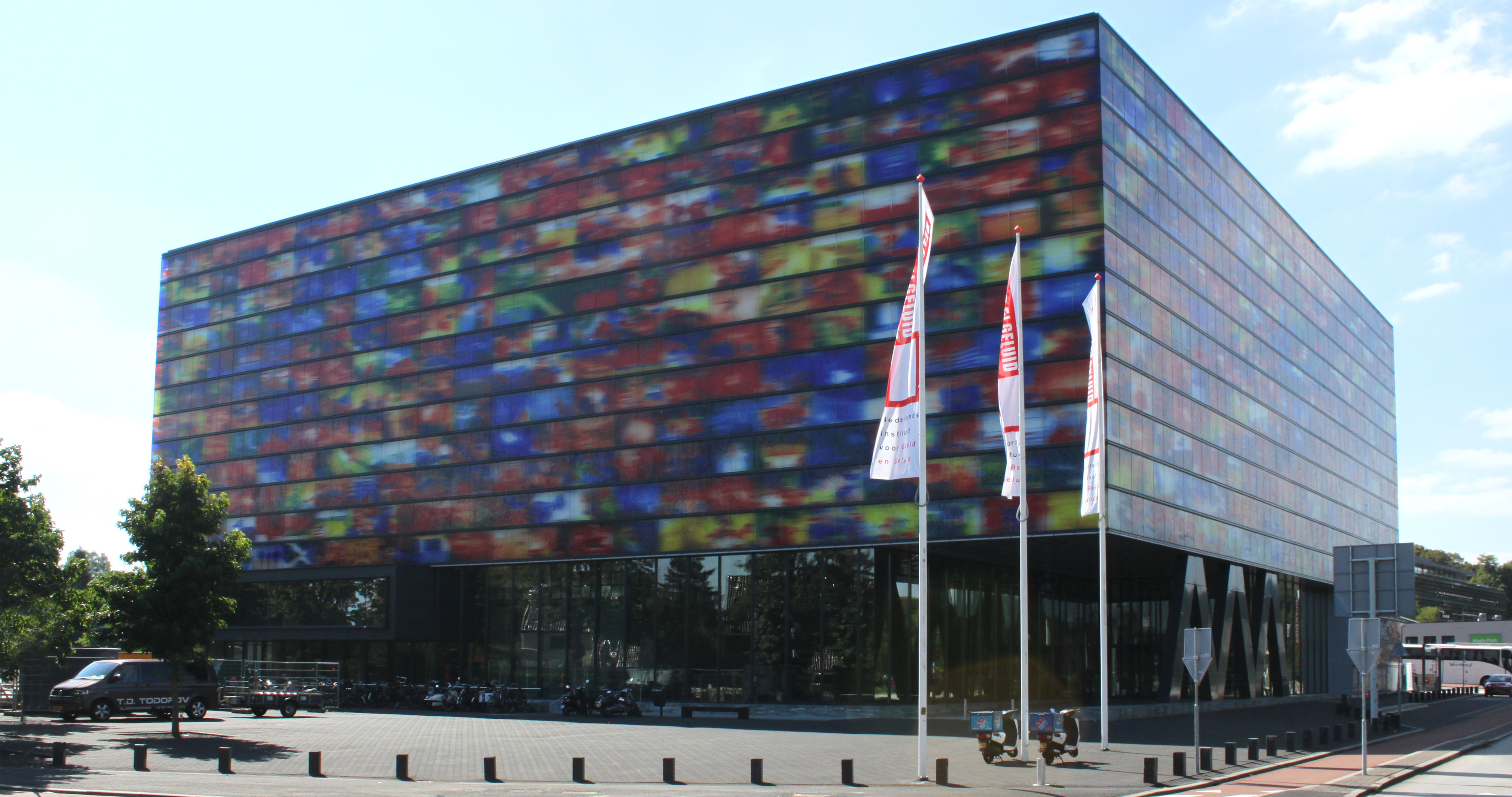
Beeld en Geluid - Hilversum

- Beatles Museum, gewijd aan The Beatles - Alkmaar
- Geelvinck Hinlopen Huis (1991-2015) - Amsterdam
- Geelvinck Early Piano Museum - Amsterdam
- Willy Alberti-museum (1997-2011/14), gewijd aan Willy Alberti - Amsterdam
- G. Perlee Draaiorgelmuseum, genoemd naar Gijs Perlee - Amsterdam
- Geelvinck Pianola Museum - Amsterdam
- Gemeentemuseum Den Haag, deels muziekcollectie - Den Haag
- Muziekhistorisch Museum Scheurleer (1905-1935), van D.F. Scheurleer - Den Haag
- Draaiorgelmuseum - Haarlem
- Nederlands Instituut voor Beeld en Geluid - Hilversum
- Museum RockArt - Hoek van Holland
- Palingsoundmuseum - Volendam
- Muziekinformatie- en Documentatiecentrum Ton Stolk - Vlaardingen

Midden en oost
- Kijk & Luistermuseum - Bennekom
- Elvis Presley Museum, gewijd aan Elvis Presley - Culemborg
- Nationaal Orgelmuseum - Elburg
- Museum Geelvinck te Huize Kolthoorn, deels muziekcollectie - Heerde
- Accordeonmuseum De Muse (1998-2020) - Malden
- Grammofoonmuseum - Nieuwleusen
- 192 Museum (2016-2019), gewijd aan Nederpop, Radio Veronica en Demis Roussos - Nijkerk
- Harmonium Museum - Paasloo
- Museum Speelklok - Utrecht
- Geelvinck Muziek Museum (2016-2019) - Zutphen
- Herman Brood Museum & Experience - Zwolle

Zuid
- Museum Klok & Peel - Asten
- Draaiorgel Museum Helmond - Helmond
- Museum Dansant - Hilvarenbeek
- Jukeboxenmuseum - Sint-Oedenrode
- Kessels, Muziek Instrumenten Tilburg - Tilburg

## Nieuw-Zeeland
- Elvis Presley Museum, gewijd aan Elvis Presley - Hawera
- Whittaker's Live Musical Museum - Auckland

## Noorwegen

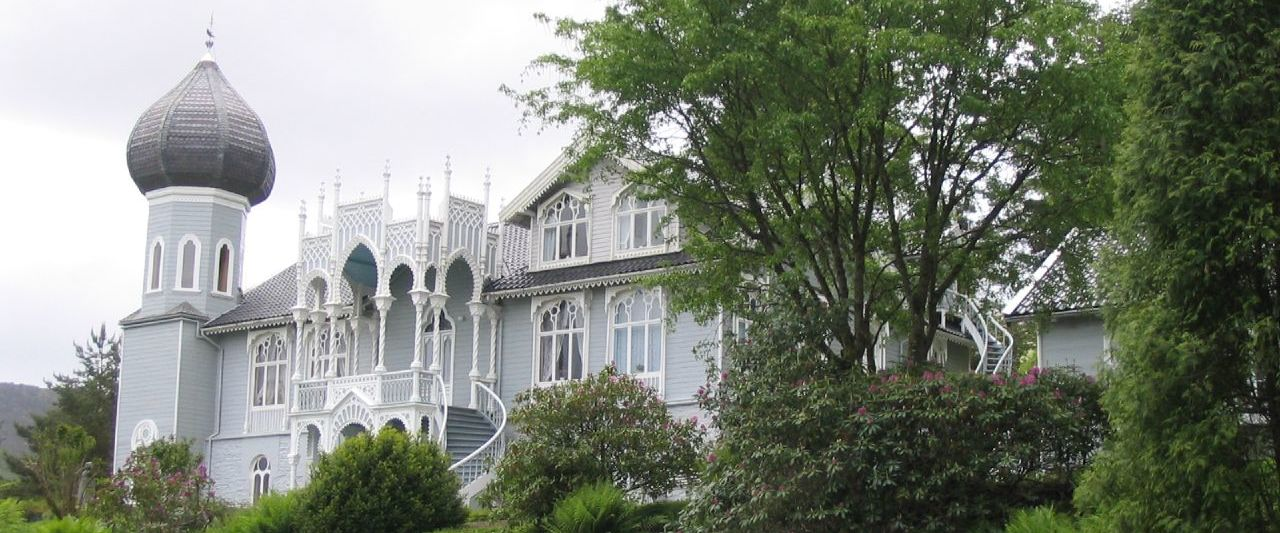
Villa Lysøen

- Edvard Grieg Museum Troldhaugen, gewijd aan Edvard Grieg - Bergen
- Siljustøl, gewijd aan Harald Sæverud, Bergen
- Ringve Museum - schiereiland Lade, nabij Trondheim
- Rockheim - Trondheim
- Villa Lysøen, gewijd aan Ole Bull - Os, Hordaland
- Myllarheimen, gewijd aan Torgeir Augundsson - Vinje

## Oezbekistan
- Herinneringshuis en -museum aan Tamara Khanum - Tashkent

## Oostenrijk
Gewijd aan componisten
gewijd aan Ludwig van Beethoven

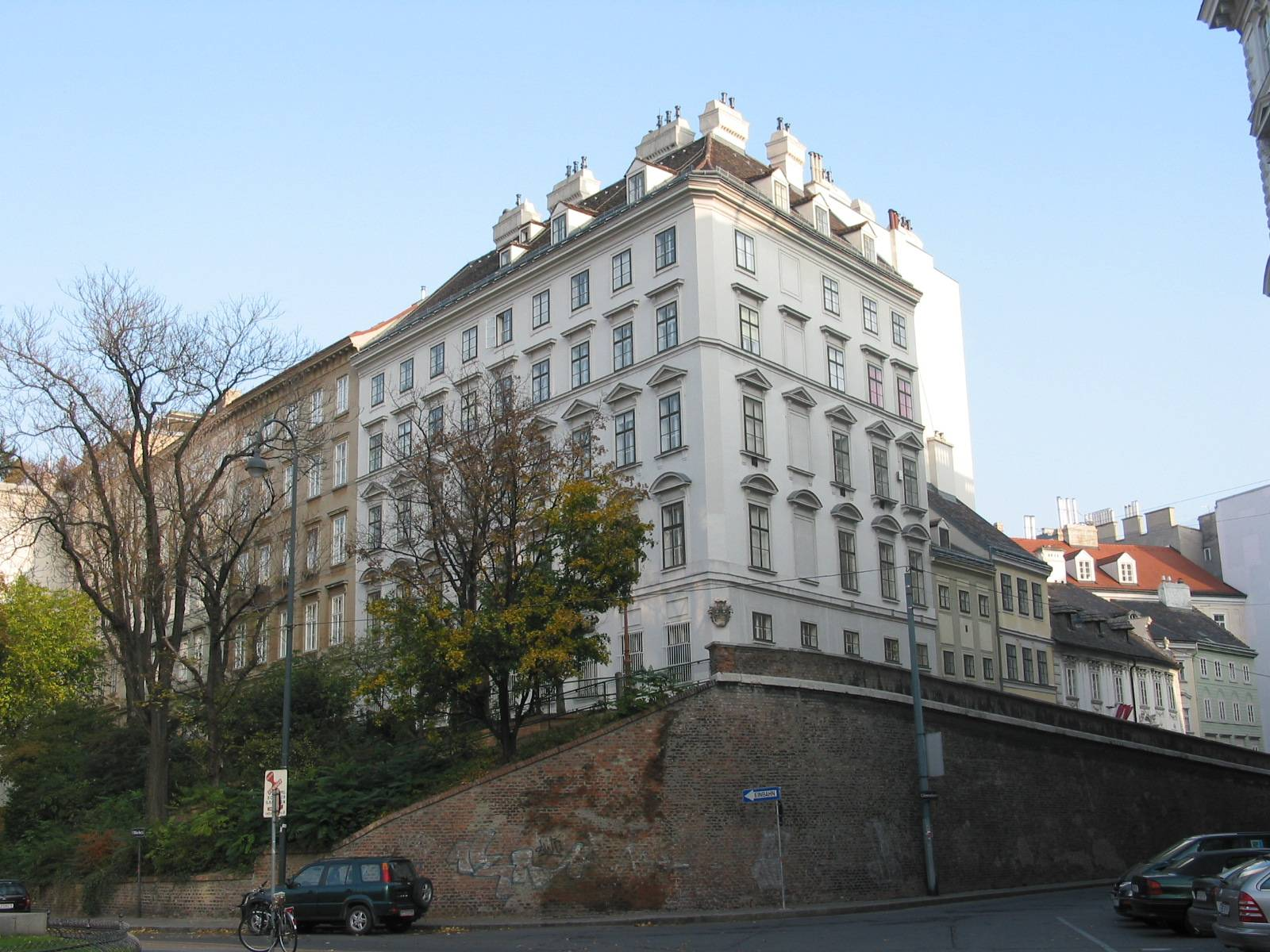
Pasqualati-Haus

- Beethoven-Haus - Krems an der Donau
- Beethoven-Haus - Baden bei Wien, Wenen
- Beethoven-Haus - Probusgasse, Wenen
- Erdődy-landgoed (1973-2013) - Floridsdorf, Wenen
- Bezirksmuseum Floridsdorf, deels muziekcollectie - Floridsdorf
- Eroica-Haus - Wenen
- Haus des Heiligenstädter Testaments - Wenen
- Pasqualati-Haus - Wenen

gewijd aan Anton Bruckner
- Anton-Bruckner-Museum - Ansfelden
- Kronstorfer Brucknerzimmer - Kronstorf

gewijd aan Johannes Brahms en/of Joseph Haydn
- Brahms-Museum - Mürzzuschlag
- Haydn-Haus met Brahms-kamer - Wenen
- Haydn-Haus - Eisenstadt
- Haydnkirche - Eisenstadt
- Geboortehuis van Haydn, gewijd aan Joseph en Michael Haydn - Rohrau

gewijd aan Gustav Mahler
- Componeerhuisje van Gustav Mahler - Steinbach am Attersee
- Componeerhuisje van Gustav Mahler - Maiernigg bij Maria Wörth

gewijd aan Wolfgang Amadeus Mozart en/of familieleden
- Mozarthaus, gewijd aan Nannerl Mozart en haar moeder - Sankt Gilgen
- Geboortehuis van Mozart - Salzburg
- Mozarts Wohnhaus, ook gewijd aan de rest van het ouderlijk gezin - Salzburg
- Mozartwohnung - Wenen

gewijd aan Franz Schubert
- Schloss Atzenbrugg - Atzenbrugg
- Geboortehuis van Franz Schubert - Wenen
- Overlijdenshuis van Franz Schubert - Wenen

gewijd aan de familie Strauss
- Museum der Johann Strauss Dynastie, gewijd aan de familie Strauss - Wenen
- Johann Strauss Wohnung, gewijd aan Johann Strauss jr. - Wenen

gewijd aan Arnold Schönberg
- Schönberg-Haus - Mödling
- Arnold Schönberg Center - Wenen

gewijd aan andere componisten
- Zeitbrücke-Museum, met een collectie over Franz von Suppé - Gars am Kamp
- Lehár Villa, gewijd aan Franz Lehár - Bad Ischl
- Carl Zeller-Museum, gewijd aan Carl Zeller - St. Peter in der Au
- Liszt-Haus, gewijd aan Franz Liszt - Raiding
- Pleyel Museum, gewijd aan Ignaz Pleyel - Ruppersthal, bij Großweikersdorf

Wenen (overig)
- Fatty-George-Jazzmus, gewijd aan Fatty George
- Haus der Musik
- Kunsthistorisch Museum, deelcollectie
- Technisches Museum, deelcollectie

Overig
- Eboardmuseum - Klagenfurt
- Musikinstrumentenmuseum Schloss Kremsegg - Kremsmünster
- Stille-Nacht & Heimatmuseum, deels gewijd aan Stille nacht - Oberndorf bei Salzburg
- Blasmusikmuseum - Ratten

## Polen
gewijd aan Frédéric Chopin
- Museum Frédéric Chopin - Warschau
- Salon Chopin - Warschau
- Geboortehuis van Chopin - Żelazowa Wola

gewijd aan andere componisten
- Museum Feliks Nowowiejski, gewijd aan Feliks Nowowiejski - Barczewo
- Karol Szymanowski-museum, gewijd aan Karol Szymanowski - Zakopane
- Museum Vladimir Vysotski, gewijd aan Vladimir Vysotsky - Koszalin

overig
- Museum van het Poolse Volkslied - Będomin
- Museum van Silezische Pijporgels - Katowice
- Muziekinstrumentenmuseum - Poznań
- Muziekinstrumentenmuseum - Szyba
- Museum van Volksmuziekinstrumenten - Szydłowiec
- Museum van Kasjoebische en Pommerense Literatuur en Muziek - Wejherowo

## Portugal
- Museum van Portugese Muziek - Estoril
- Museu do Fado - Lissabon
- Museu da Música - Lissabon
- Museum van de Hot Clube de Portugal - Lissabon
- Museu dos Cordofones, snaarinstrumentenmuseum - Tebosa
- Museu Fernando Lopes-Graça, gewijd aan Fernando Lopes-Graça - Tomar

## Puerto Rico

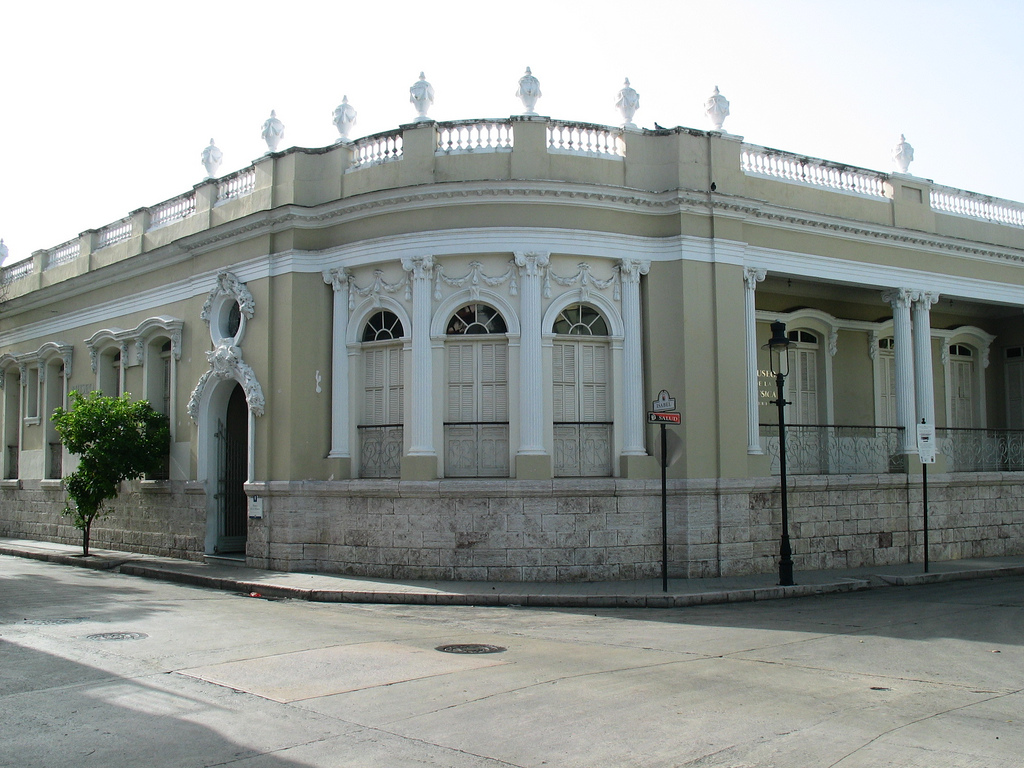
Museo de la Música Puertorriqueña

- Huis van de componist Héctor Flores Osuna - Caguas
- Casa del Trovador - Caguas
- Creools Muziekcentrum José Ignacio Quintón - Caguas
- Casa Paoli, gewijd aan Antonio Paoli - Cuarto, Ponce
- Museo de la Música Puertorriqueña - Ponce
- Museo de Casals - San Juan
- Museum of Reggaeton and Daddy Yankee - San Juan

## La Reunion
- Maison Morange, Musée des musiques et instruments de l'océan Indien - Hell-Bourg, Salazie

## Roemenië
- Luminiş Villa, gewijd aan George Enescu - Cumpătu, Sinaia

## Rusland
Moskou
- Glinka-Museum

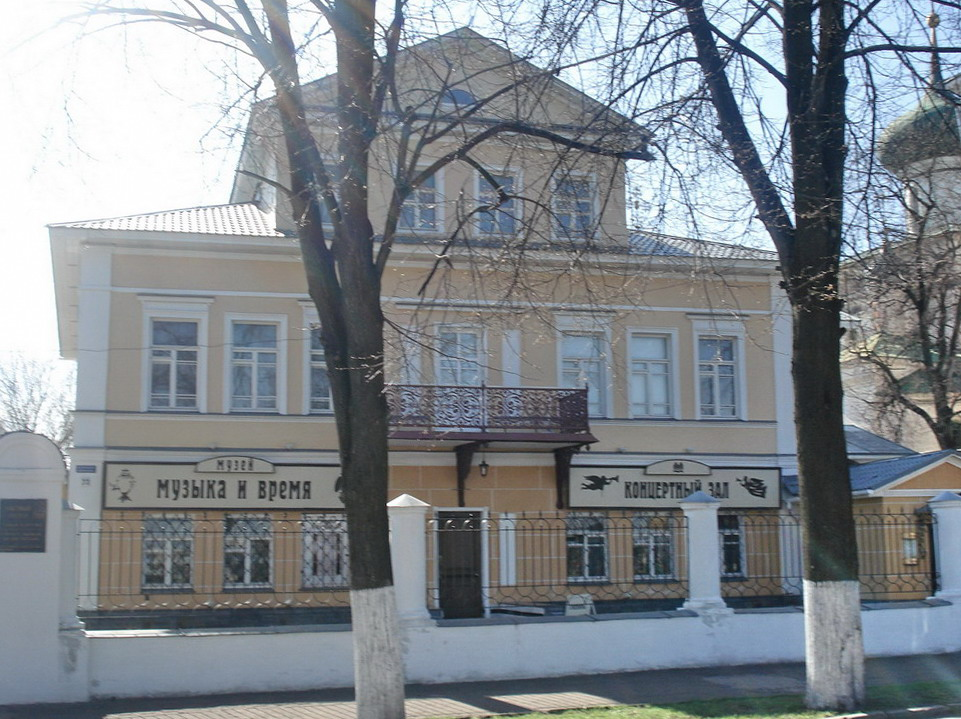
Museum van Muziek en Tijd

- Harmonicamuseum, gewijd aan Alfred Mirek
- Museum Vladimir Vysotski, aan het Taganka-plein, gewijd aan Vladimir Vysotski

Sint-Petersburg
- Woning en museum van Fjodor Sjaljapin
- Woning en museum van Nikolaj Rimski-Korsakov
- Love, Peace and Music Temple, gewijd aan John Lennon
- Kamchatka, woning van Viktor Tsoi
- Museum van het Alexandrinski Theater
- Samoilov Actors' Family Museum, gewijd aan Vasily Samoylov
- Staatsmuseum voor Theater en Muziek
- Muziekmuseum in het Sjeremetev-paleis (Fonteinhuis)

Overig
- Museum van Sergej Tanejev - Djutjkovo, Zwenigorod, Oblast Moskou
- Museum Muziek en Tijd - Jaroslavl
- Tschaikowski Huis-Museum, gewijd aan Pjotr Iljitsj Tsjaikovski - Klin
- Rockmuseum - Oefa
- Ivanovka, voormalige zomerresidentie van Sergej Rachmaninov - Tambov
- Tsjaikovski-museum, gewijd aan Pjotr Iljitsj Tsjaikovski - Votkinsk
- Muziekinstrumentenmuseum - Wolgograd

## Slovenië
- Geboortehuis van Hugo Wolf - Ljubljana
- The Rolling Stones Museum, gewijd aan The Rolling Stones - Portorož

## Slowakije
- Nationaal Museum van Slowakije - Bratislava
- Gitaarmuseum - Sobrance

## Spanje

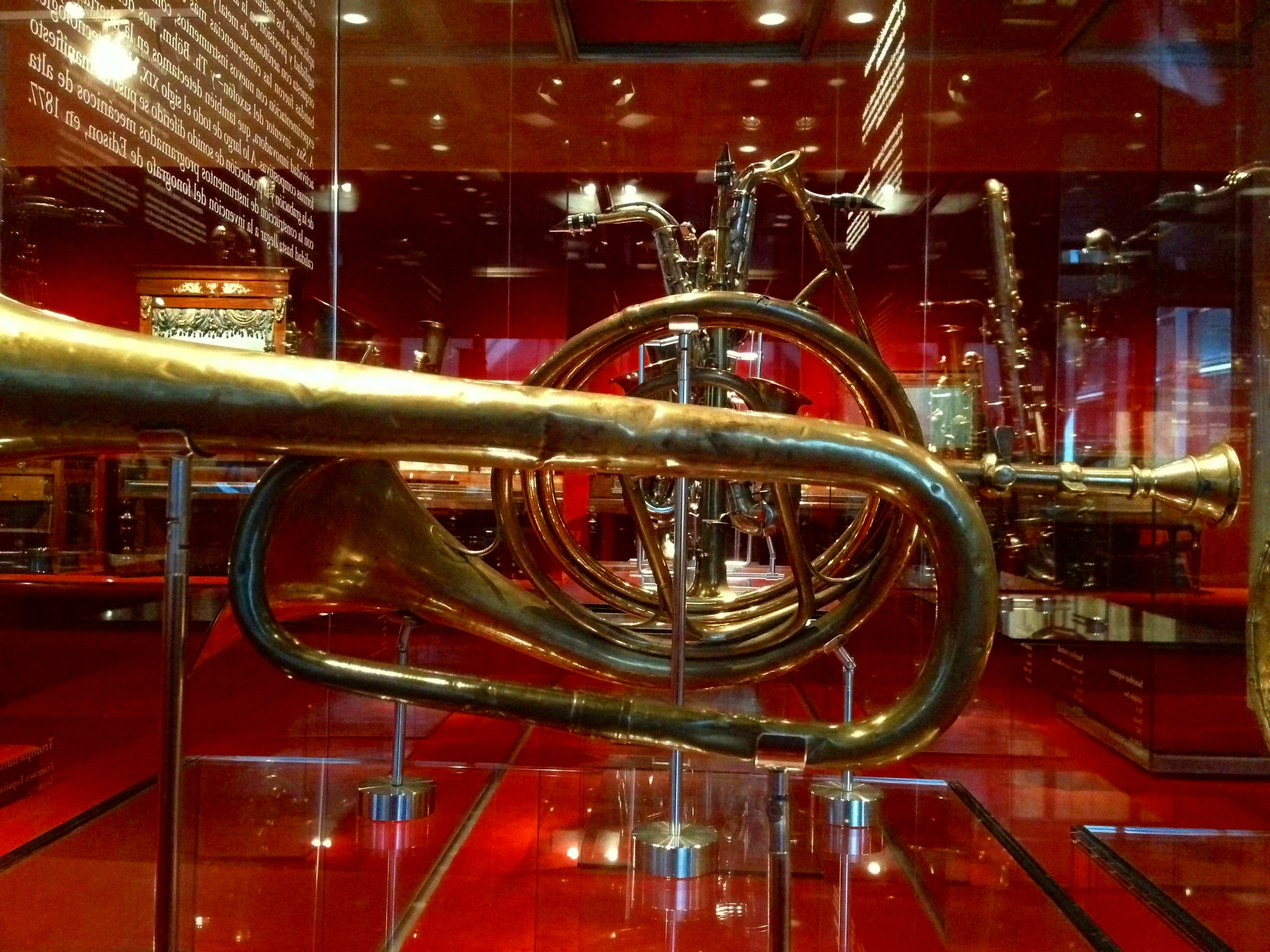
Museu de la Música de Barcelona

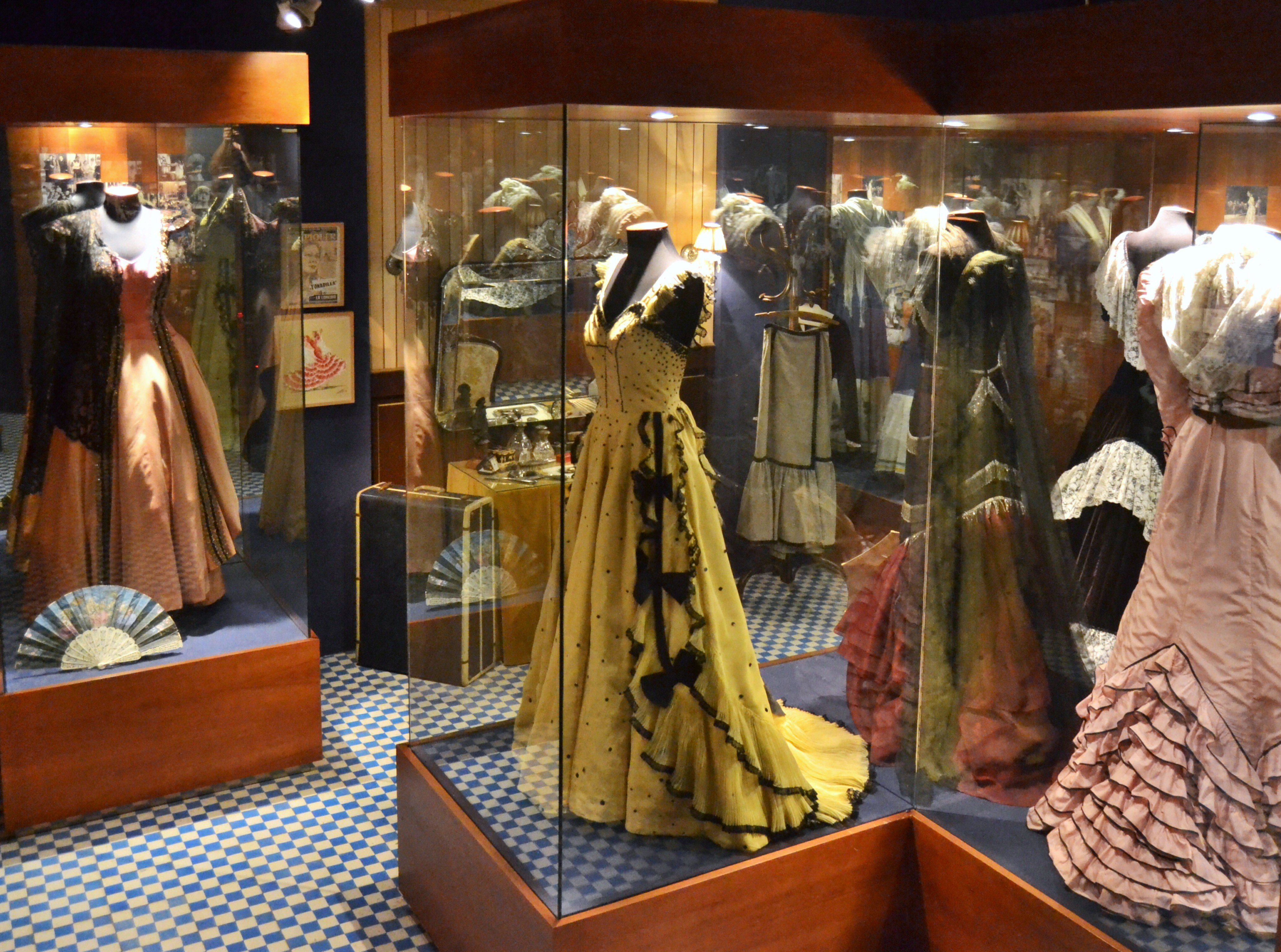
House-Museum of Concha Piquer

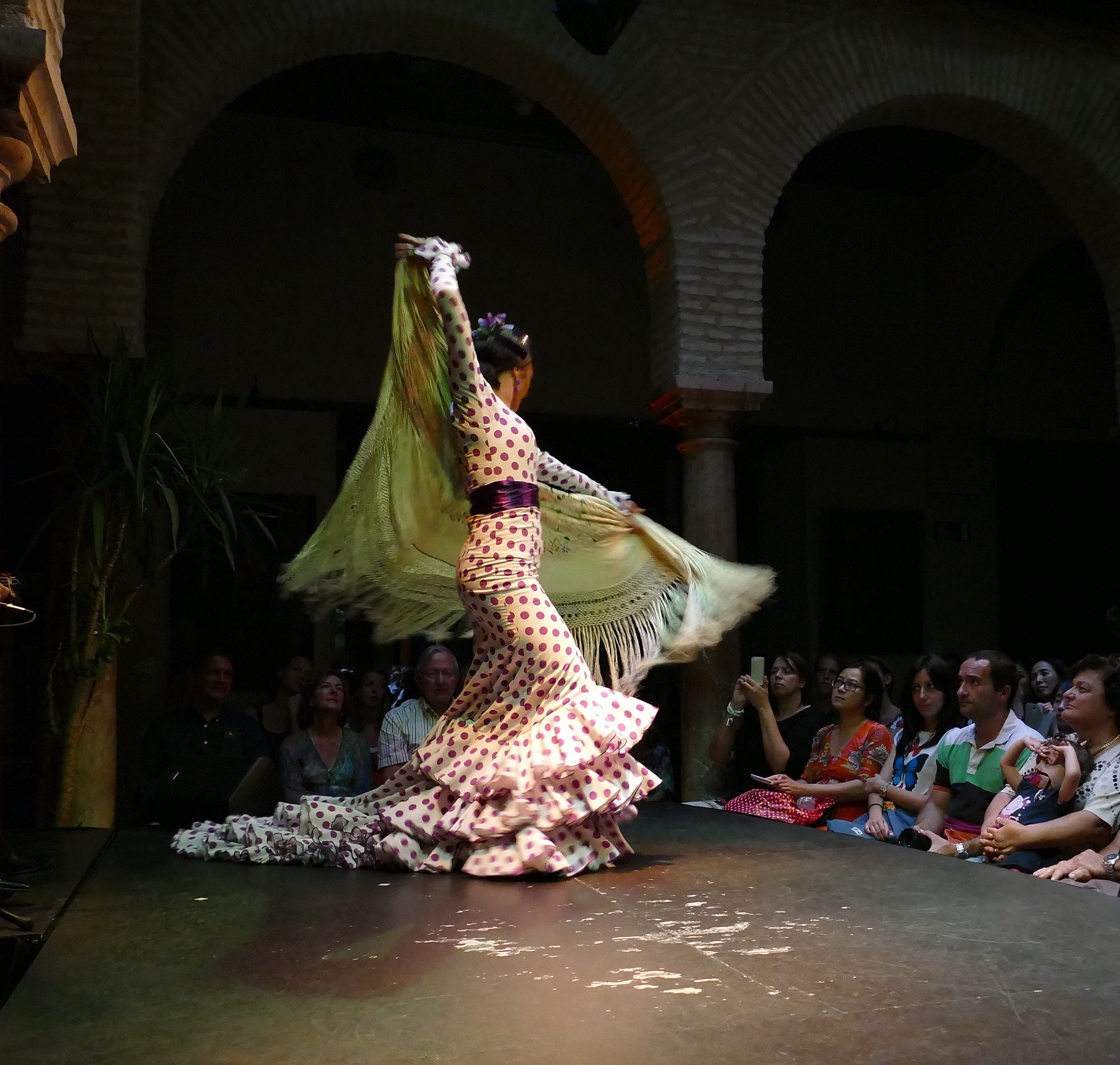
Museo del Baile Flamenco

- Kartuizerklooster van Valldemossa, kamer van Frédéric Chopin - Valldemossa, Mallorca
- Casa-Museo del Timple, lokale snaarinstrumenten (timples) - Teguise, Lanzarote

Noordkust
- Museum Alfercam, gewijd aan etnische muziekinstrumenten - Avilés, Asturië
- Casa Museo Jesús de Monasterio, gewijd aan Jesús de Monasterio - Cabezón de la Sal, Cantabrië
- Internationaal doedelzakmuseum - Gijón
- Soinuenea-Herri Musikaren Txokoa, Baskische muziek - Oiartzun, Basque Country

Noordoost
- Museo del Órgano, gewijd aan orgels - Agüero, Arragon
- Museo Nino Bravo, gewijd aan Nino Bravo - Aielo de Malferit, Valencia
- Museu de la Música de Barcelona - Barcelona
- Rockmuseum - Barcelona
- Museo de Música Étnica - Busot, Valencia
- Museu Isaac Albéniz, gewijd aan Isaac Albéniz - Camprodon, Catalonia
- Museo Pablo Sarasate, gewijd aan Pablo de Sarasate - Pamplona, Navarra
- Casa-Museo Julián Gayarre, gewijd aan Julián Gayarre - Roncal, Navarra
- Museu Pau Casals, gewijd aan Pablo Casals - el Vendrell, Catalonia
- Huis-Museum Concha Piquer, gewijd aan Concha Piquer - Valencia

Zuid
- Museo de la Guitarra - Almeria, Almería
- Museo de la Música Étnica, muziekculturen wereldwijd - Barranda, Murcia
- Casa Museo Manuel de Falla, gewijd aan Manuel de Falla - Granada
- Casa Museo Andrés Segovia, gewijd aan Andrés Segovia - Linares, Jaén
- Museo de Raphael, gewijd aan Raphael Martos Sánchez - Linares, Jaén
- Interactief muziekmuseum van Málaga - Málaga
- Museo del Baile Flamenco, gewijd aan flamenco - Sevilla

Castilliën en Rioja
- Museo Jacinto Guerrero, gewijd aan Jacinto Guerrero y Torre - Ajofrín, Toledo
- Museo de Sonidos del Mundo / Museo de Instrumentos - Santo Domingo de Silos, Burgos
- Museo Sara Montiel, gewijd aan Sara Montiel - Campo de Criptana, Ciudad Real
- Casa Museo José Padilla, gewijd aan José Padilla Sánchez - Madrid
- Fundación Victoria y Joaquín Rodrigo, gewijd aan Victoria en Joaquín Rodrigo - Madrid
- Museo Hazen, pianocollectie - Las Rozas de Madrid, Madrid
- Museo de la Música - Urueña, Valladolid

## Tadzjikistan
- Gurminj-museum van Muziekinstrumenten - Doesjanbe

## Taiwan

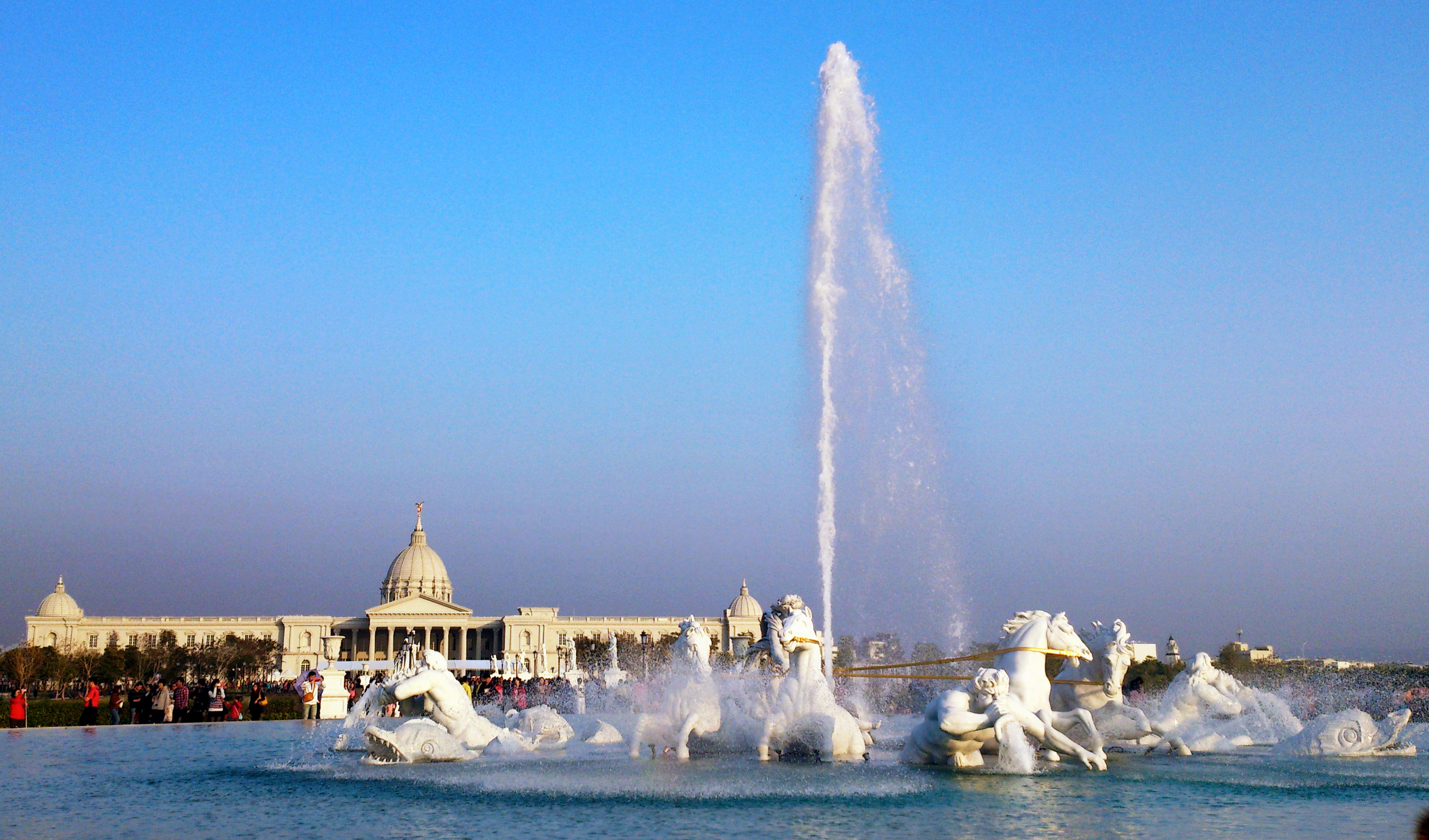
Chimei-museum

- Chang Lien-cheng Saxofoonmuseum, genoemd naar een saxofoonbouwer - Houli, Taichung
- Chimei-museum, muziekcollectie - Tainan

## Tsjechië
gewijd aan componisten
gewijd aan Antonín Dvořák

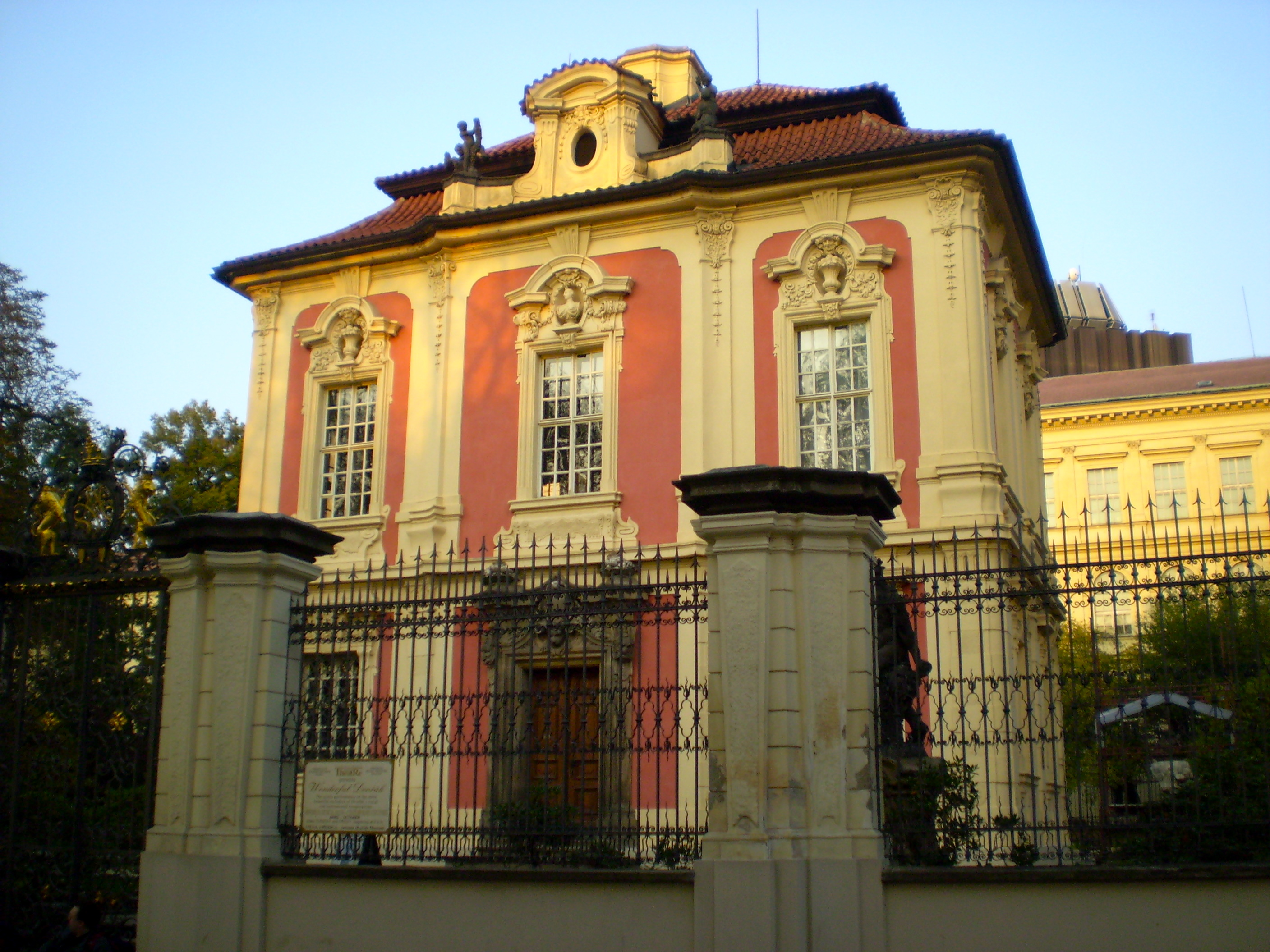
Antonín Dvořák Museum, Praag

- Geboortehuis van Antonín Dvořák - Nelahozeves
- Antonín Dvořák Museum - Praag
- Antonín Dvořák Museum - Sychrov
- Antonín Dvořák Museum - Vysoká u Příbramě
- Antonín Dvořák Museum - Zlonice

gewijd aan Leoš Janáček
- Leoš Janáček Museum - Brno
- Leoš Janáček Museum - Hukvaldy

gewijd aan Bedřich Smetana
- Bedřich Smetana Museum - Jabkenice
- Geboortewoning van Bedřich Smetana - Litomyšl
- Bedřich Smetana Museum - Obříství
- Bedřich Smetana Museum - Praag

gewijd aan andere componisten
- Josef Suk Museum, gewijd aan Josef Suk - Křečovice
- Pavel en Antonín Vranický-expositie, gewijd aan Pavel Vranický, Antonín Vranický en Jan Novák - Nová Říše

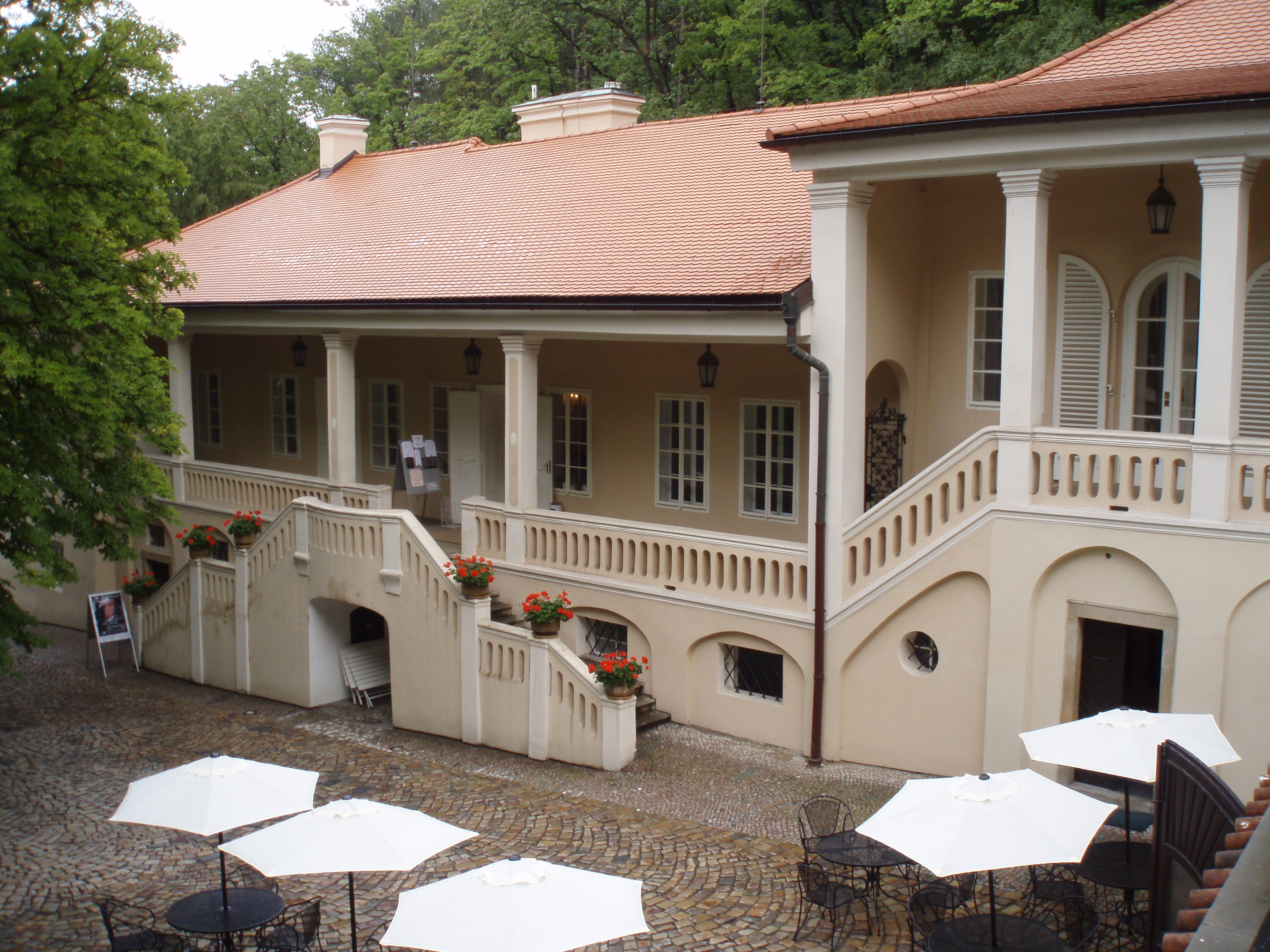
Villa Bertramka

- Bertramka (voorlopig gesloten), gewijd aan Wolfgang Amadeus Mozart - Praag
- Centrum Bohuslava Martinů, gewijd aan Bohuslav Martinů - Polička
- De blauwe kamer, gewijd aan Jaroslav Ježek - Praag
- Herdenkingszaal František Drdla, gewijd aan František Drdla - Žďár nad Sázavou

Overig
- Muziek zonder musici - Hořovice
- Citerárium - Ostrava
- Tsjechisch Muziekmuseum - Praag
- Paleis Lobkowicz in de Praagse burcht, deelcollectie klassieke muziek - Praag
- PopMuseum - Praag
- Museum van folkloristische kapellen - Lesonice
- Museum van de Centrale Otava-regio, deelcollectie doedelzakken - Strakonice

## Tunesië

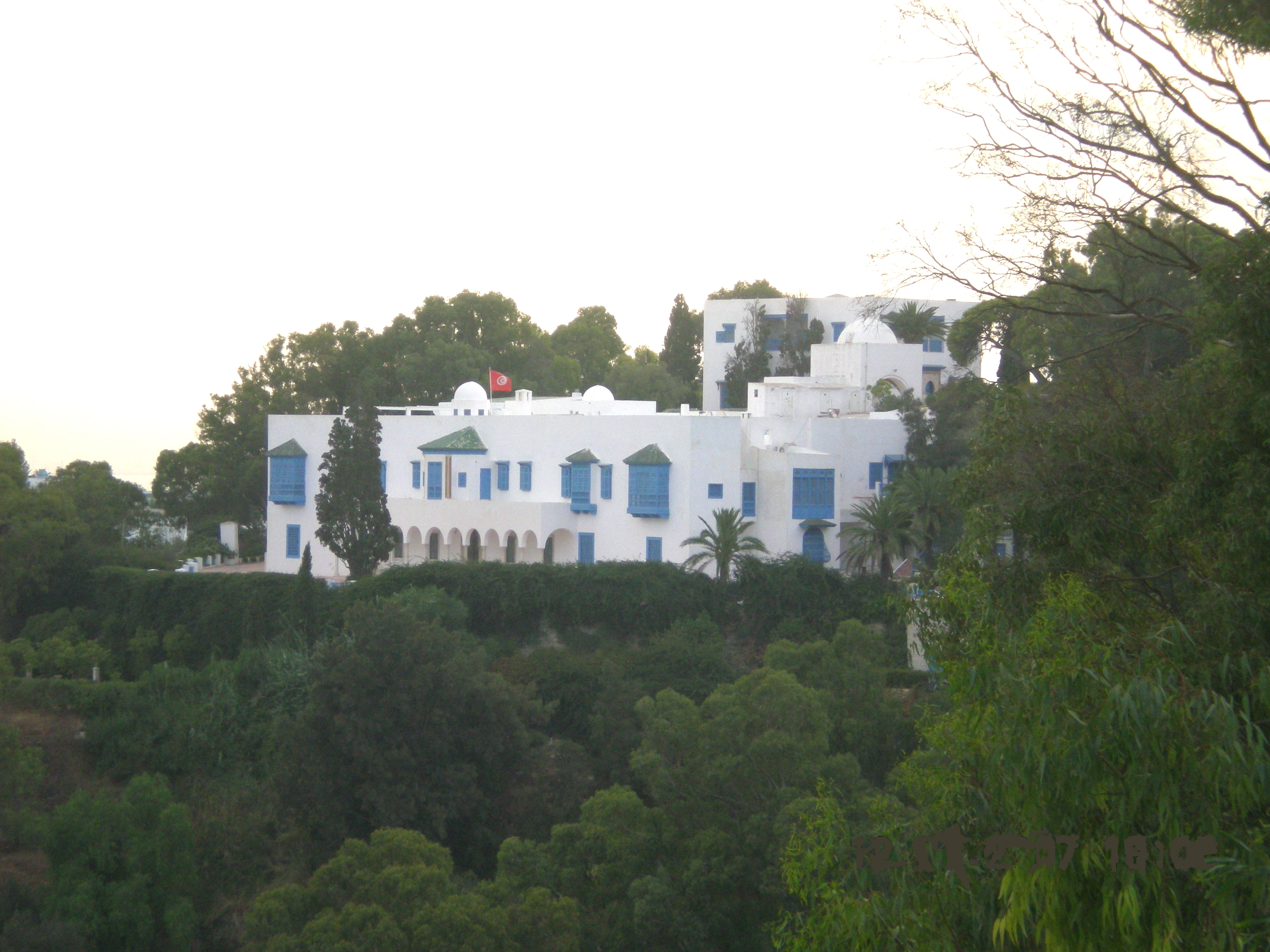
Ennejma Ezzahra-paleis

- Centre des Musiques Arabes et Méditerranéennes, Ennejma Ezzahra-paleis - Sidi Bou Said

## Turkije
- Aynalıkavak-paleis, expositie van muziekinstrumenten - Istanboel

## Verenigde Staten
Hieronder volgen hall of fames en musea. Een hall of fame hoeft niet altijd een fysiek museum (meer) te zijn, maar kan ook bestaan uit een vertegenwoordiging of internetpresentatie.
Reizend
- National Guitar Museum
- New Jersey Music Hall of Fame

##### Alabama

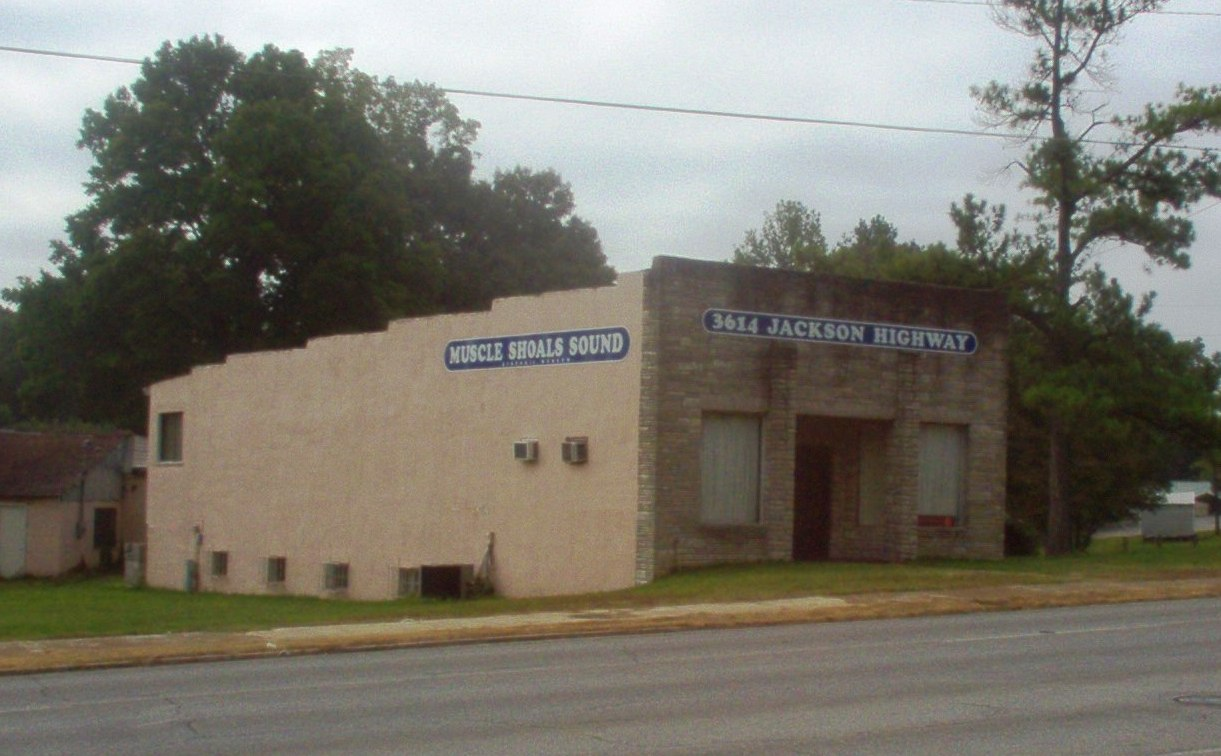
Muscle Shoals

- Alabama Jazz Hall of Fame - Birmingham
- Royal Birmingham Conservatoire - Birmingham
- W. C. Handy Home, Museum & Library, gewijd aan W.C. Handy - Florence
- Hank Williams Boyhood Home & Museum, gewijd aan Hank Williams sr. - Georgiana
- The Hank Williams Museum, gewijd aan Hank Williams sr. - Montgomery
- Muscle Shoals Sound Studio Museum - Sheffield
- National Band Association Hall of Fame of Distinguished Band Conductors, Troy University - Troy
- Alabama Music Hall of Fame - Tuscumbia
- Commodore Museum, gewijd aan The Commodores - Tuskegee

##### Arizona
- Musical Instrument Museum - Phoenix

##### Arkansas
- Delta Cultural Center - Helena
- Guitar Museum - Jacksonville
- Ozark Folk Center - Mountain View

##### Californië

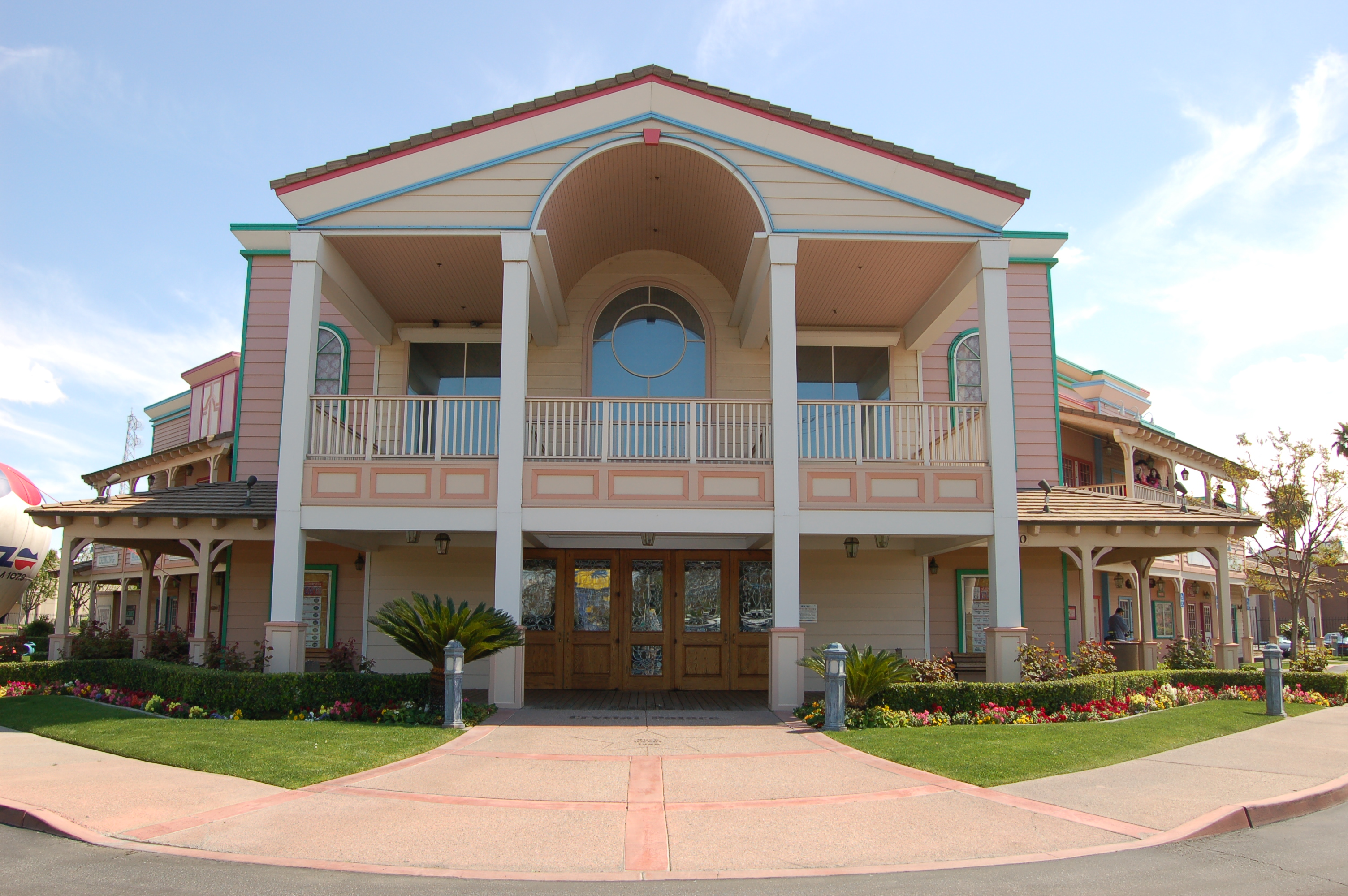
Crystal Palace

- Buck Owens Crystal Palace, gewijd aan Buck Owens - Bakersfield
- Museum of Making Music - Carlsbad
- Grammy Museum at L.A. Live - Los Angeles
- Songwriters Hall of Fame - Los Angeles
- Sacramento Rock and Radio Museum - Sacramento
- Nethercutt Collection - Sylmar, San Fernando Valley
- Ira F. Brilliant Center for Beethoven Studies, gewijd aan Ludwig van Beethoven - San Jose

##### North CarolinaenSouth Carolina
- The Kazoo Museum, gewijd aan de kazoo - Beaufort, South Carolina
- Sigal Music Museum, voorheen Carolina Music Museum - Heritage, Greenville, South Carolina
- Curb Museum for Music and Motorsports - Kannapolis, North Carolina
- North Carolina Music Hall of Fame - Kannapolis, North Carolina
- Earl Scruggs Center, Cleveland County Courthouse, gewijd aan Earl Scruggs - Shelby, North Carolina

##### Colorado
- Colorado Music Hall of Fame - Red Rocks Amphitheatre bij Morrison

##### Connecticut
- Charles Ives House, gewijd aan de componist Charles Ives – Danbury
- Museum of Fife & Drum - Ivoryton
- Yale University Collection of Musical Instruments - New Haven

##### North DakotaenSouth Dakota
- Ray Opera House Museum - Ray, North Dakota
- National Music Museum - Vermillion, South Dakota

##### Florida
- Latin Music Hall of Fame Museum & Media Center - Miami
- Down Beat Jazz Hall of Fame, Universal Studios' City Jazz - Orlando,
- Florida Artists Hall of Fame, Florida State Capitol - Tallahassee
- Stephen Foster Folk Culture Center State Park, gewijd aan Stephen Foster - White Springs

##### Georgia

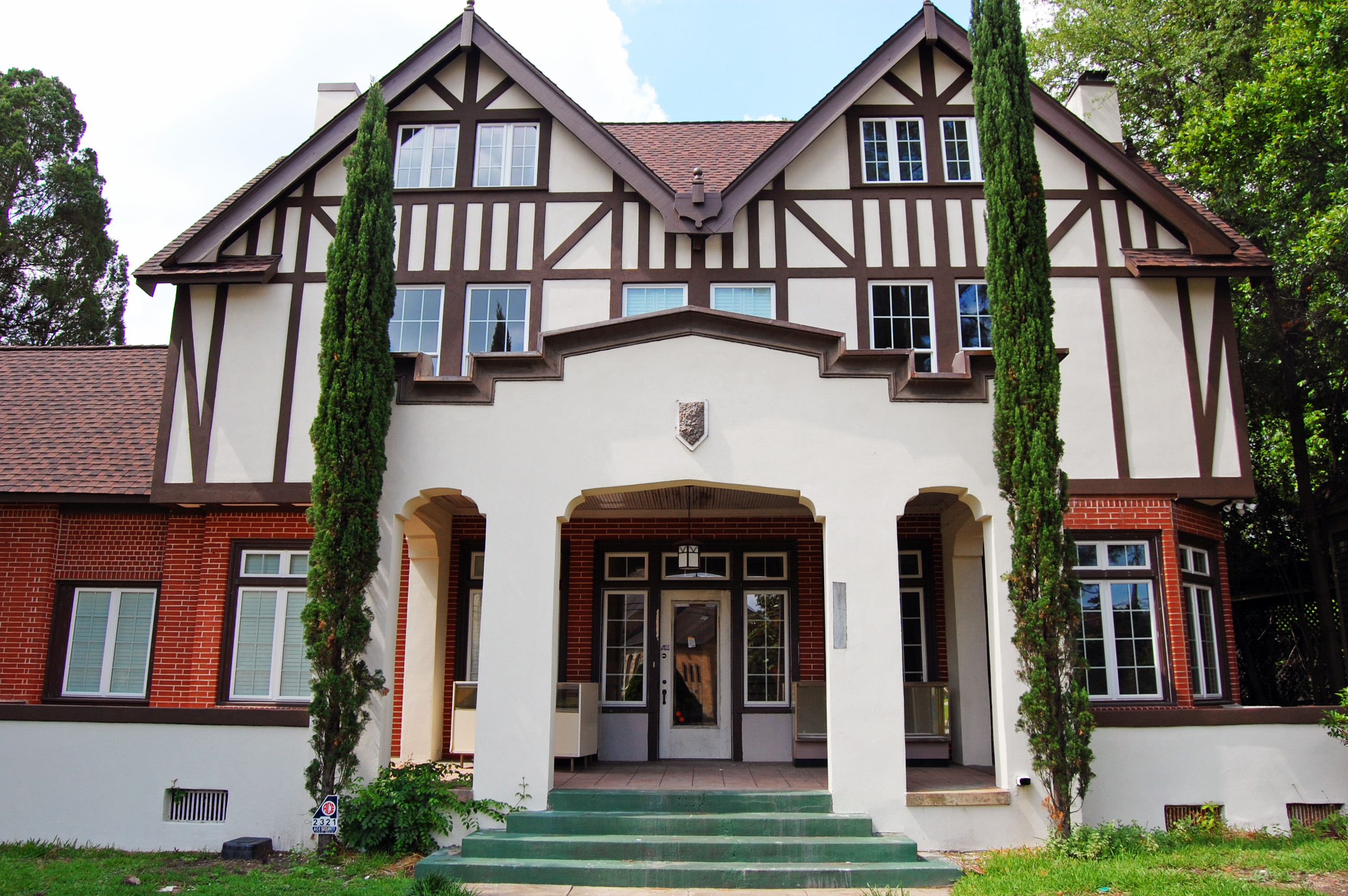
Allman Brothers Museum

- Atlanta Country Music Hall of Fame - Atlanta
- Trap Music Museum, gewijd aan rapper T.I. - Atlanta
- Georgia Music Hall of Fame - Macon
- The Allman Brothers Band Museum, gewijd aan de Allman Brothers - Macon
- The Little Richard House and Museum, gewijd aan Little Richard - Macon

##### Illinois
- Place de la Musique - Barrington Hills
- Rock N Roll McDonald's, restaurant-museum - Chicago
- Illinois Rock & Roll Museum on Rt. 66 - Joliet
- David Adler Music and Arts Center, genoemd naar de architect David Adler - Libertyville
- Sousa Archives and Center for American Music - Urbana

##### Indiana
- Songbook Exhibit Gallery, Great American Songbook Foundation - Carmel
- Zaharakos - Columbus
- Dr. Ted's Musical Marvels, genoemd naar Ted Waflart - Huntingburg
- Rhythm! Discovery Center - Indianapolis

##### Iowa
- America's Old Time Country Music Hall of Fame - Anita
- Iowa Rock 'n Roll Music Museum - Arnolds Park
- Glenn Miller Birthplace Museum, gewijd aan Glenn Miller - Clarinda
- River Music Experience - Davenport
- Music Man Square, gewijd aan Meredith Willson en zijn muscial The Music Man - Mason City
- Bily Clocks Museum, deelcollectie van Antonín Dvořák - Spillville

##### Kentucky
- Kentucky Music Hall of Fame - Mount Vernon
- International Bluegrass Music Museum - Owensboro
- U.S. 23 Country Music Highway Museum - Paintsville
- Francis M. Stafford House, genoemd naar de oprichter - Paintsville
- Bill Monroe Museum, gewijd aan Bill Monroe - Rosine

##### Louisiana

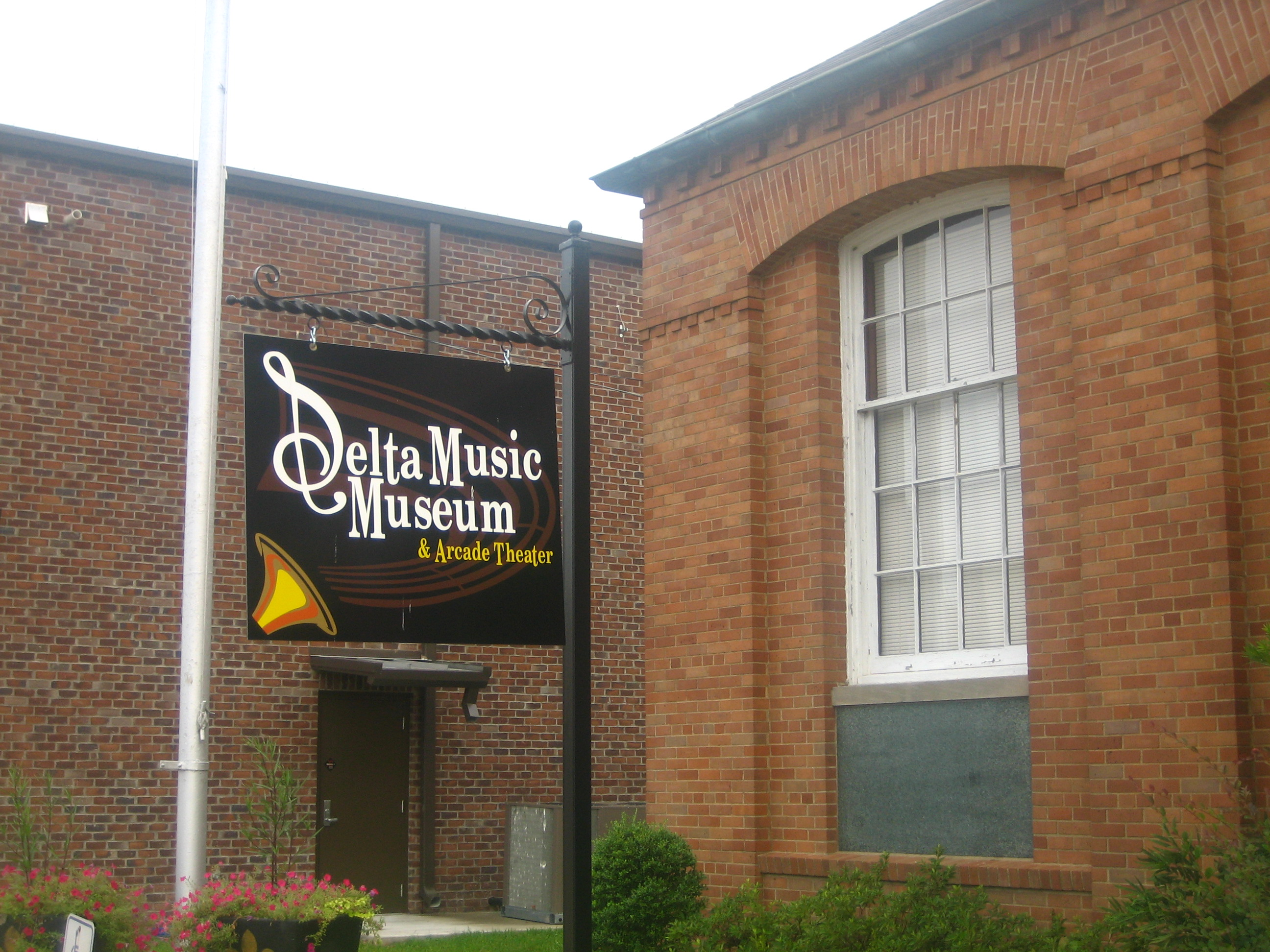
Delta Music Museum

- Louisiana Music Hall of Fame - Baton Rouge
- Cajun Music Hall of Fame, gewijd aan cajunmuziek - Eunice
- Delta Music Museum - Ferriday
- Rebel State Historic Site - Marthaville
- New Orleans Jazz Museum - New Orleans
- New Orleans Mint, muziekcollectie - New Orleans

##### Maine
- Bryant Stove & Music Museum - Thorndike

##### Maryland
- Bagpipe Museum - Ellicott City
- Strathmore - North Bethesda

##### Massachusetts
- Frederick Historical Piano Collection - Ashburnham
- Museum of Fine Arts Boston, musical instruments collection - Boston

##### Michigan
- Music House Museum - Acme

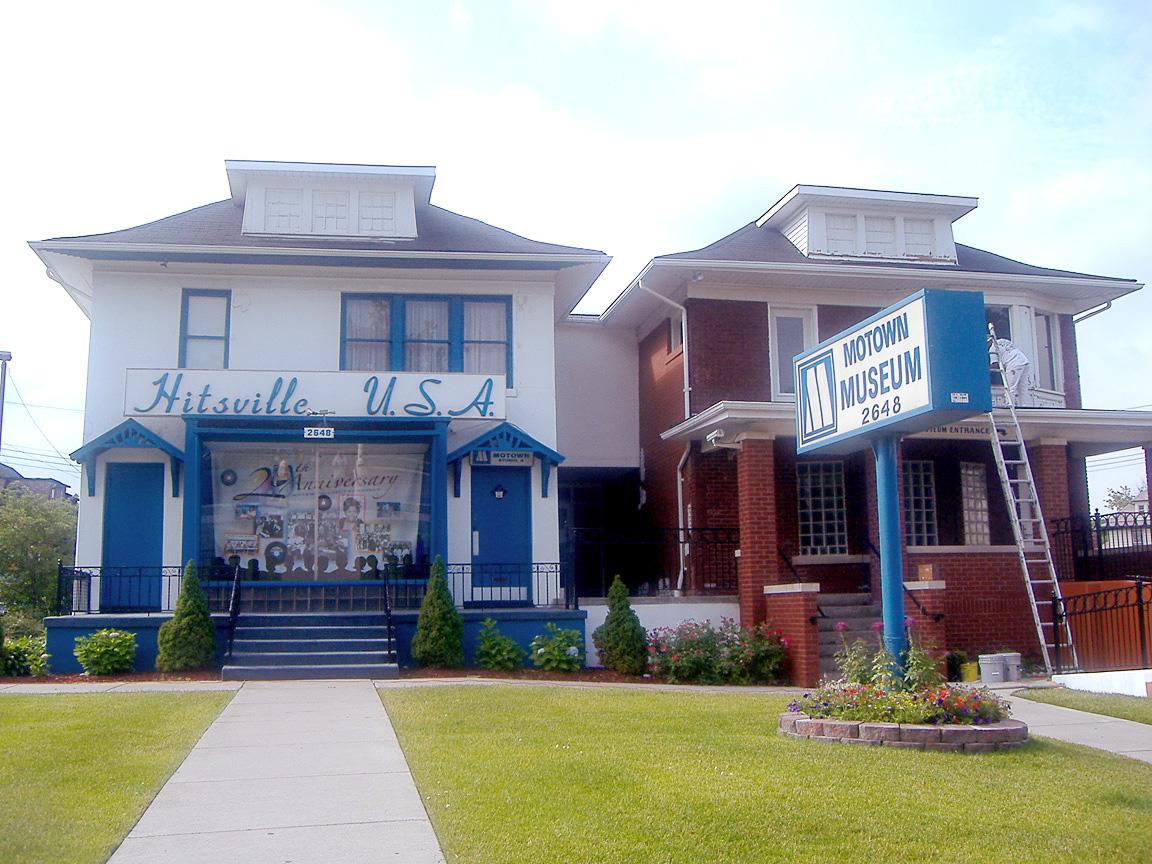
Motown Museum

- Stearns Collection of Musical Instruments - Ann Arbor
- Motown Museum - Detroit
- International Gospel Music Hall of Fame and Museum - Detroit
- Carnegie Center, Port Huron Museum, deelcollectie muziekinstrumenten - Port Huron
- Tuba Museum, gewijd aan de tuba - Okemos

##### Minnesota
- Minnesota Music Hall of Fame - New Ulm
- Paisley Park Studios, gewijd aan Prince - Chanhassen
- The Schubert Club Museum, genoemd naar Franz Schubert - Saint Paul

##### Mississippi
- Mississippi John Hurt Museum, gewijd aan Mississippi John Hurt - Carrollton
- Delta Blues Museum - Clarksdale
- Rock & Blues Museum - Clarksdale
- The Grammy Museum Mississippi - Cleveland
- Greenwood Blues Heritage Museum & Gallery - Greenwood
- Robert Johnson Blues Museum, gewijd aan Robert Johnson - Crystal Springs
- Mississippi Music Museum - Hazlehurst
- Graceland Too (1990-2014) - Holly Springs
- B.B. King Museum and Delta Interpretive Center, gewijd aan B.B. King - Indianola
- Mississippi Musicians Hall of Fame - Jackson
- Highway 61 Blues Museum - Leland
- Hartley Peavey Visitor Center, gewijd aan muziekinstrumenten van Peavey - Meridian
- Jimmie Rodgers-museum, gewijd aan Jimmie Rodgers - Meridian
- Charles H. Templeton, Sr. Music Museum, gewijd aan de zakenman Charles Templeton - Starkville
- Gateway to the Blues Visitors Center and Museum - Tunica
- Geboortehuis van Elvis Presley, gewijd aan Elvis Presley - Tupelo
- Howlin' Wolf Museum, gewijd aan Howlin' Wolf - West Point

##### Missouri
- Country Gospel Music Hall of Fame - Branson
- American Jazz Museum - Kansas City
- National Blues Museum - Saint Louis
- Scott Joplin House State Historic Site, gewijd aan Scott Joplin - Saint Louis
- Steel Guitar Hall of Fame - Saint Louis

##### Nebraska
- Omaha Black Music Hall of Fame - Omaha

##### Nevada
- Liberace Museum, gewijd aan Wladziu Valentino Liberace - Paradise
- Elvis-A-Rama Museum (1999-2006) - gewijd aan Elvis Presley, Paradise
- The King's Ransom Museum, gewijd aan Elvis Presley - Las Vegas

##### New Jersey
- Morris Museum - Morristown
- Grammy Museum Experience - Newark

##### New York
New York City en Long Island

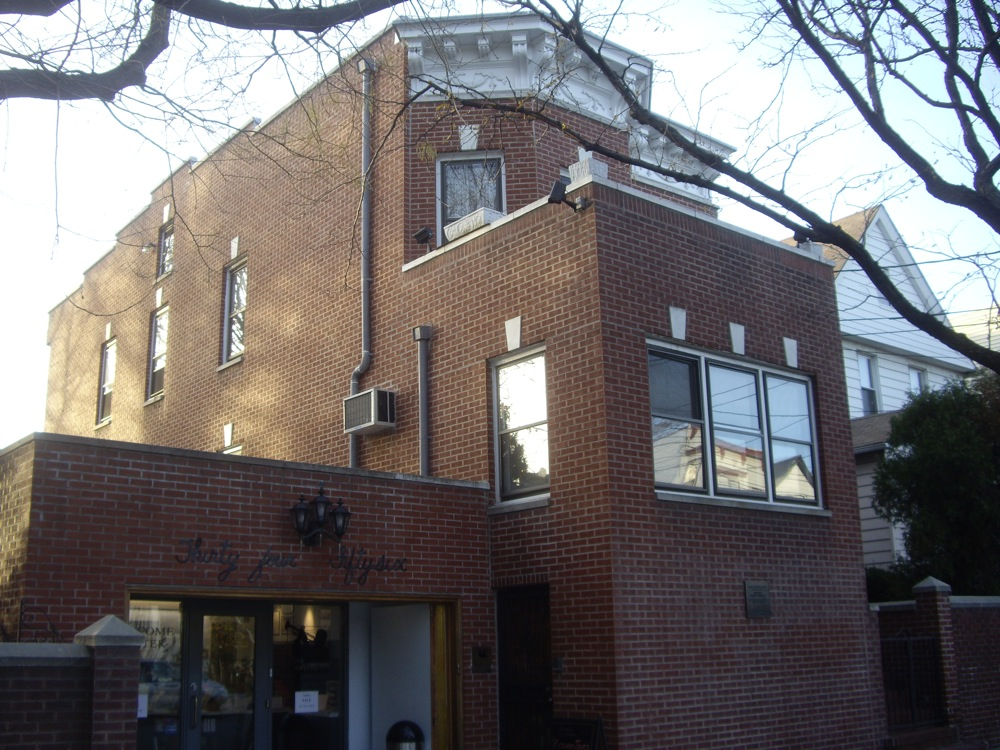
Louis Armstrong House

- Universal Hip Hop Museum – The Bronx
- Brooklyn Jazz Hall of Fame and Museum - Brooklyn
- National Jazz Museum - Harlem
- Hip Hop Hall of Fame - Harlem
- Long Island Music Hall of Fame - Melville, Huntington
- Metropolitan Museum of Art, circa vijfduizend instrumenten - Manhattan
- New York Jazz Museum - Manhattan
- ARChive of Contemporary Music - Manhattan
- Rose Museum, herinneringsstukken aan het debuut van het Wiener Philharmoniker - Carnegie Hall, Manhattan
- Strawberry Fields, gewijd aan John Lennon - deel van het Central Park, Manhattan
- Louis Armstrong House Museum, gewijd aan Louis Armstrong - Queens

Overig
- Bethel Woods Center for the Arts - Bethel (Woodstock-site)
- Marcella Sembrich Opera Museum, gewijd aan Marcella Sembrich - Bolton Landing, Warren County
- New York State Country Music Hall of Fame - Cortland
- Original American Kazoo Factory and Museum, gewijd aan de kazoo - Eden
- Fiddlers Hall of Fame and Museum, gewijd aan fiddle-spelers - Redfield
- Empire State Theater Musical Instrument Museum - Syracuse

##### Ohio

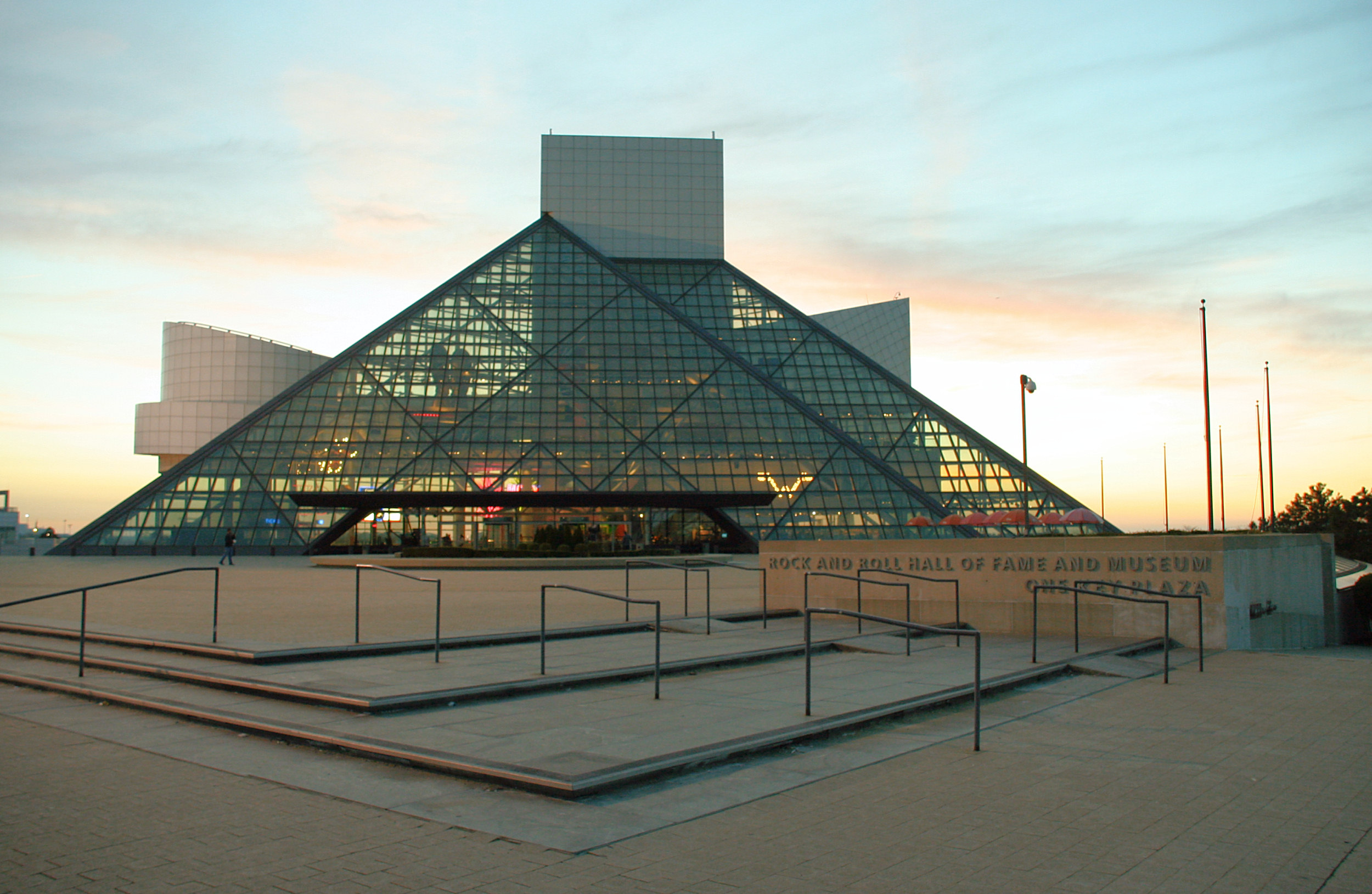
Rock and Roll Hall of Fame

- Ted Lewis Museum, gewijd aan de musicus Ted Lewis (1890-1971) - Circleville
- American Classical Music Hall of Fame and Museum - Cincinnati
- Verdin Bell and Clock Museum - Cincinnati
- Rock and Roll Hall of Fame - Cleveland
- Polka Hall of Fame - Euclid

##### Oklahoma
- Roger Miller Museum, gewijd aan Roger Miller - Erick
- Oklahoma Music Hall of Fame - Muskogee
- American Banjo Museum - Oklahoma City
- Washington Irving Trail Museum, deels countrymuziekcollectie, genoemd naar Washington Irving - Ripley
- Bob Dylan Center - Tulsa
- Oklahoma Jazz Hall of Fame - Tulsa
- Woody Guthrie Center, gewijd aan Woody Guthrie - Tulsa

##### Oregon
- Schuman Instrument Collection, genoemd naar de donateurs - Southern Oregon University, Ashland

##### Pennsylvania

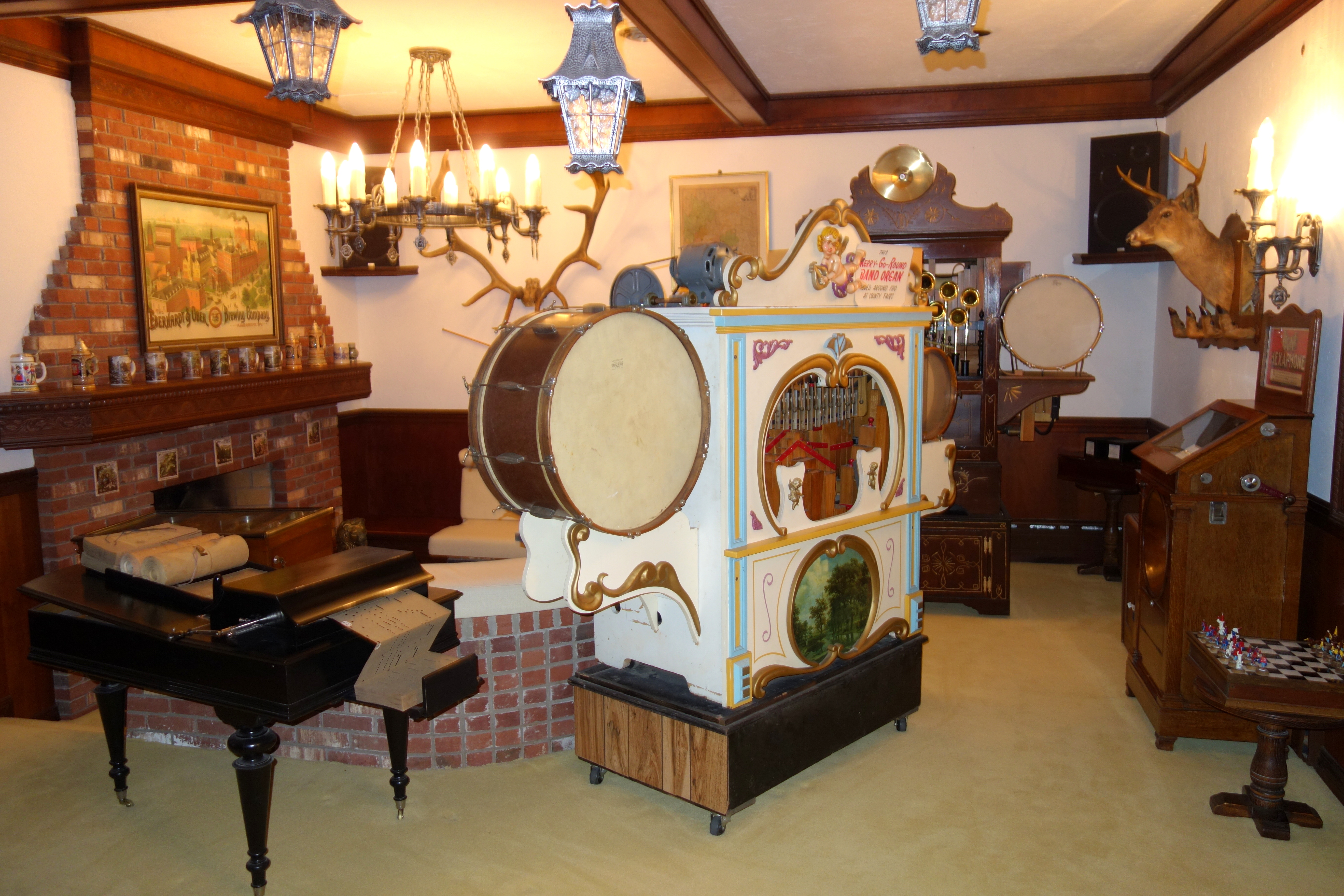
Bayernhof Music Museum

- Liberty Bell Museum (1962-2023) - Allentown
- DeBence Antique Music World - Franklin
- Wolf Museum of Music and Art, genoemd naar de oprichter - Lancaster County
- American Treasure Tour - Oaks, Montgomery County
- Martin Guitar Museum, genoemd naar C. F. Martin & Company - Nazareth
- New Holland Band Museum - New Holland
- Bayernhof Music Museum - O'Hara Township
- Marian Anderson House, gewijd aan Marian Anderson - Philadelphia
- Stephen Foster Memorial, gewijd aan Stephen Foster - Universiteit van Pittsburgh, Pittsburgh
- Phillip Paul Bliss House, genoemd naar Philip Bliss - Rome
- Vocal Group Hall of Fame - Sharon

##### Tennessee

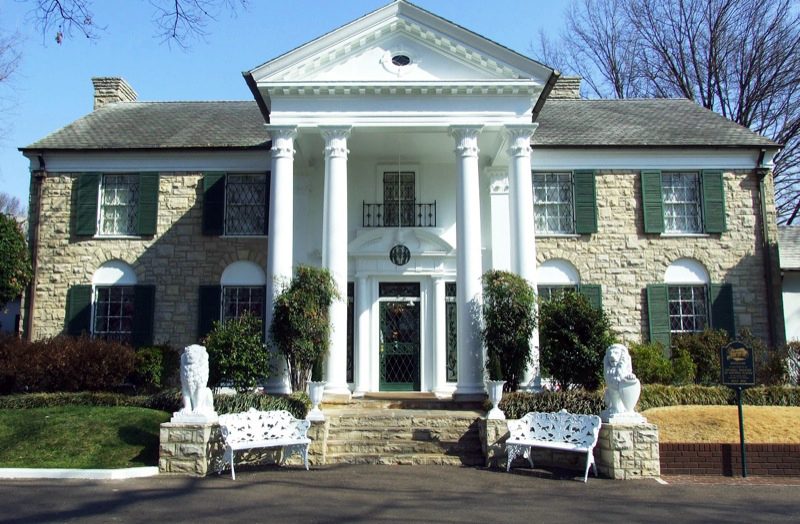
Graceland

- West Tennessee Delta Heritage Center, met een Tina Turner- en een muziekmuseum - Brownsville
- Rockabilly Hall of Fame - Burns
- Southern Gospel Museum and Hall of Fame - Dollywood
- Chasing Rainbows Museum, gewijd aan Dolly Parton - Dollywood
- Loretta Lynn Ranch, gewijd aan Loretta Lynn - Hurricane Mills
- International Rock-a-billy Hall of Fame - Jackson
- Mountain Music Museum - Kingsport
- James D. Vaughan Museum, gewijd aan James David Vaughan - Lawrenceburg
- Blues Hall of Fame - Memphis
- Graceland, gewijd aan Elvis Presley - Memphis
- Memphis Music Hall of Fame - Memphis
- Rock 'n' Soul Museum - Memphis
- Stax Museum of American Soul Music - Memphis
- Sun Studio - Memphis
- Johnny Cash Museum, gewijd aan Johnny Cash - Nashville
- Patsy Cline Museum, gewijd aan Patsy Cline - Nashville
- Country Music Hall of Fame and Museum - Nashville
- Gospel Music Hall of Fame - Nashville
- W. C. Handy Museum, gewijd aan W.C. Handy - Memphis
- Musicians Hall of Fame and Museum - Nashville
- Nashville Songwriters Hall of Fame - Nashville
- Willie Nelson and Friends Museum, gewijd aan Willie Nelson - Nashville
- National Museum of African American Music - Nashville
- Museum of Appalachia, hall of fame en vaste expositie van Uncle Dave Macon - Norris
- Elvis & Hollywood Legends Museum, gewijd aan onder meer Elvis Presley - Pigeon Forge

##### Texas
- Tejano Roots Museum, gewijd aan tejanomuziek - Alice
- South Austin Museum of Popular Culture - Austin
- Texas Music Museum - Austin
- Texas Polka Music Museum - Austin
- Heart of Texas Country Music Museum - Brady
- Texas Country Music Hall of Fame - Carthage
- Western Music Association Hall of Fame - Coppell
- Selena Museum, gewijd aan Selena Quintanilla - Corpus Christi
- Lefty Frizzell Museum, gewijd aan Lefty Frizzell - Corsicana
- Texas Musicians Museum - Hillsboro
- Jukebox Museum - Houston
- Texas Musicians Museum - Irving
- Buddy Holly Center, gewijd aan Buddy Holly en Texaanse muziek - Lubbock
- Blues & History Museum - Navasota
- Smitty's Juke Box Museum, genoemd naar de oprichter - Pharr
- Freddy Fender Museum, genoemd naar Freddy Fender - San Benito
- Texas Conjunto Music Museum - San Benito
- Sherman Jazz Museum - Sherman
- Bob Wills Museum, gewijd aan de zanger Bob Wills - Turkey
- Roy Orbison Museum, gewijd aan Roy Orbison - Wink

##### Utah
- Utah Cowboy and Western Heritage Museum -  Ogden

##### VirginiaenWest Virginia

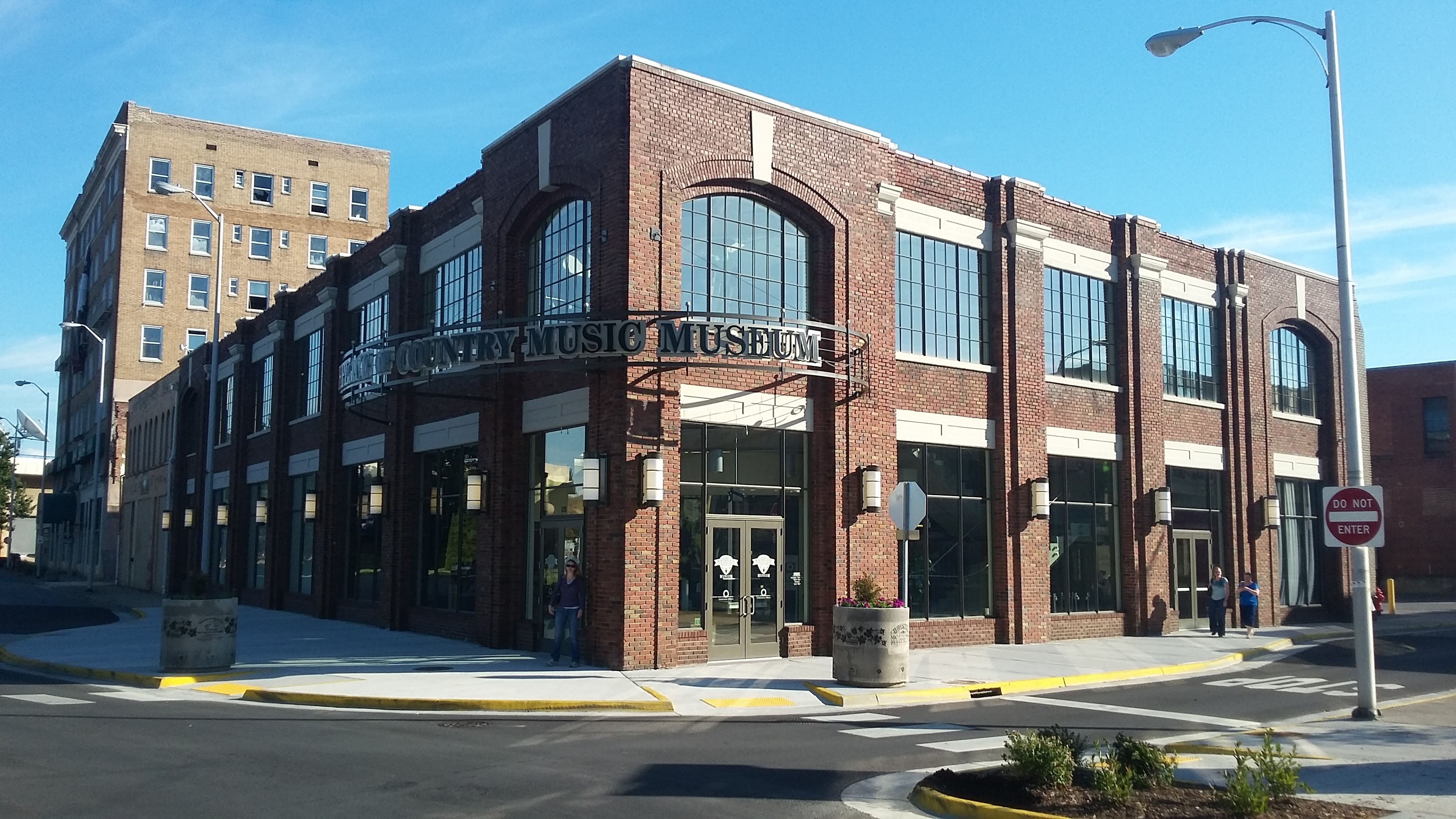
Birthplace of Country Music

- Birthplace of Country Music Museum - Bristol, Virginia
- Ralph Stanley Museum, gewijd aan de musicus Ralph Stanley - Clintwood, Virginia
- Blue Ridge Institute & Museum, deels muziekcollectie - Ferrum, Virginia
- Blue Ridge Music Center - Galax
- Carter Family Fold, gewijd aan de Carter Family - Hiltons, Scott County
- Gorby's Vintage Instrument Museum, genoemd naar de oprichter - South Charleston, West Virginia
- Virginia Musical Museum - Williamsburg, Virginia
- West Virginia Music Hall of Fame - Charleston, West Virginia

##### Washington

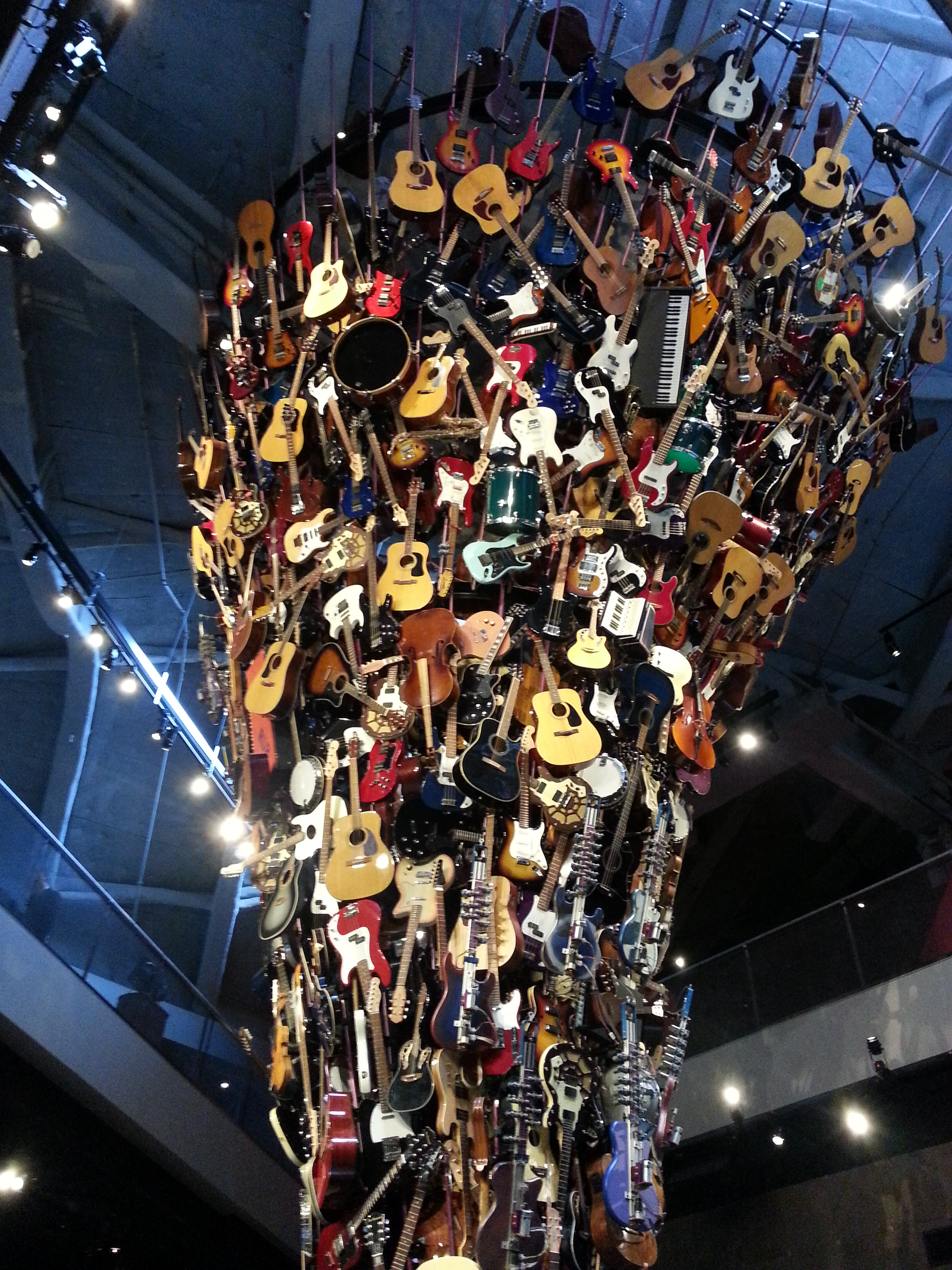
Museum of Pop Culture

- Experience Music Project - Seattle

##### Washington D.C.
- O Street Museum Foundation

## Verenigd Koninkrijk

##### Londen
- Museum of Asian Music - Acton
- Musical Museum - Kew Bridge, Brentford
- Foundling Museum - Bloomsbury
- Horniman Museum, genoemd naar Frederick John Horniman - Forest Hill
- Fenton House - Hampstead
- Royal College of Music Museum - Royal College of Music, Kensington
- Royal Academy of Music Museum - Royal Academy of Music, Marylebone Road
- Handel House Museum, gewijd aan Georg Friedrich Händel - Mayfair
- Eel Pie Island Museum, gewijd aan blues, Twickenham, Richmond upon Thames
- Museum of Army Music - Kneller Hall, Whitton, Richmond upon Thames

##### Liverpool
- Cavern Mecca (1981-1984), museum en informatiecentrum gewijd aan The Beatles
- The Beatles Story, museum gewijd aan The Beatles
- Liverpool Beatles Museum, museum gewijd aan The Beatles
- Strawberry Field, dedicated to John Lennon
- Liverpool Wall of Fame
- British Music Experience - Greenwich (2009-2014), Liverpool (2015-heden)
- 9 Newcastle Road (niet publiek toegankelijk), geboortehuis van John Lennon
- 251 Menlove Avenue, huis waar John Lennon grotendeels opgroeide
- 20 Forthlin Road, geboortehuis van Paul McCartney
- 12 Arnold Grove (niet publiek toegankelijk), ouderlijk huis van George Harrison
- 10 Admiral Grove (niet publiek toegankelijk), ouderlijk huis van Ringo Starr

##### Engeland(overig)
- St. Albans Organ Museum - St Albans
- Herschel Museum of Astronomy, muziekexpositie, genoemd naar William en Caroline Herschel - Bath
- Holburne Museum - Bath
- Royal Birmingham Conservatorie - Birmingham
- Brighton Museum & Art Gallery - Brighton
- Bristol City Museum and Art Gallery - Bristol
- Museum of Archaeology and Anthropology, University of Cambridge - Cambridge
- Holst Victorian House, geboortehuis van Gustav Holst - Cheltenham
- Coventry Music Museum - The 2-Tone Village, Coventry
- Leith Hill Place - nok Dorking, voormalig huis van Ralph Vaughan Williams
- Mechanical Museum and Doll Collection - Chichester
- Paul Corins Magnificent Music Machines (opgeheven in 2013) - Liskerad, Cornwall
- Mechanical Music Museum - Cotton
- Warwick Arts Centre, uitvoeringen en deels muziekcollectie - Universiteit van Warwick, Coventry
- Hatchlands Park, The Cobbe Collection, collectie toetsinstrumenten - East Clandon
- Tullie House Museum and Art Gallery, muziekinstrumenten - Cumbria
- Finchcocks, historische toetsinstrumenten (1971-2016)[2]  - Goudhurst deels verhuisd naar Sevenoaks
- John Taylor & Co, collectie bellen/klokken - Loughborough
- Elgar Birthplace Museum, gewijd aan Edward Elgar - Broadheath
- Morpeth Chantry Bagpipe Museum - Morpeth
- Keith Hardings World of Mechanical Music, genoemd naar de oprichter - Northleach
- Bate Collection of Musical Instruments, muziekfaculteit - Oxford
- Ashmolean Museum - Oxford
- Burton/Burtey Fen Collection, collectie pijporgels, genoemd naar de oprichter - Pinchbeck
- Scarborough Fair Collection, collectie mechanische orgels - Scarborough
- National Centre for Pop Music (2009-2014) - Sheffield
- American Museum in Britain - Somerset
- Museum of Somerset - Taunton
- Thursford Collection - Thursford
- Museum of Wigan Life - Wigan
- York Minster - York
- York Museums Trust - York

##### Noord-Ierland
- Nerve Centre - Derry

##### Schotland
- Glenesk Folk Museum - Tarfside, Angus
- Muziekmuseum van de Reid Concert Hall - Edinburgh
- St Cecilia's Hall - Edinburgh
- Russell Collection - Edinburgh
- George Waterston Memorial Centre and Museum, gewijd aan George Waterston - Fair Isle
- The Museum of Piping - Glasgow
- Dean Castle, deels collectie historische muziekinstrumenten - Kilmarnock

##### Wales
- National Museum Cardiff - Cardiff
- Tŷ Siamas, nationaal centrum voor volksmuziek - Dolgellau

## Wit-Rusland
- Czesław Niemen Museum - Staryya Vasilishki, Oblast Grodno

## Zuid-Afrika
- Music van de Caab Centre - Franschhoek
- Adler Museum of the History of Music, genoemd naar de oprichters - Johannesburg

## Zuid-Korea
- Museum van Ureuk, ontwikkeling van muziek in Gaya and Silla - Goryeong, Gyeongsangbuk-do
- Museum van Wereldmuziekinstrumenten - Paju
- Hybe Insight, artiestenmuseum - Seoel
- Korean Folk Village - Yongin

## Zweden
Stockholm
- ABBA The Museum, gewijd aan ABBA
- Music Hall of Fame
- Muziekmuseum (1901-2010)
- Zweeds Podiumkunstenmuseum

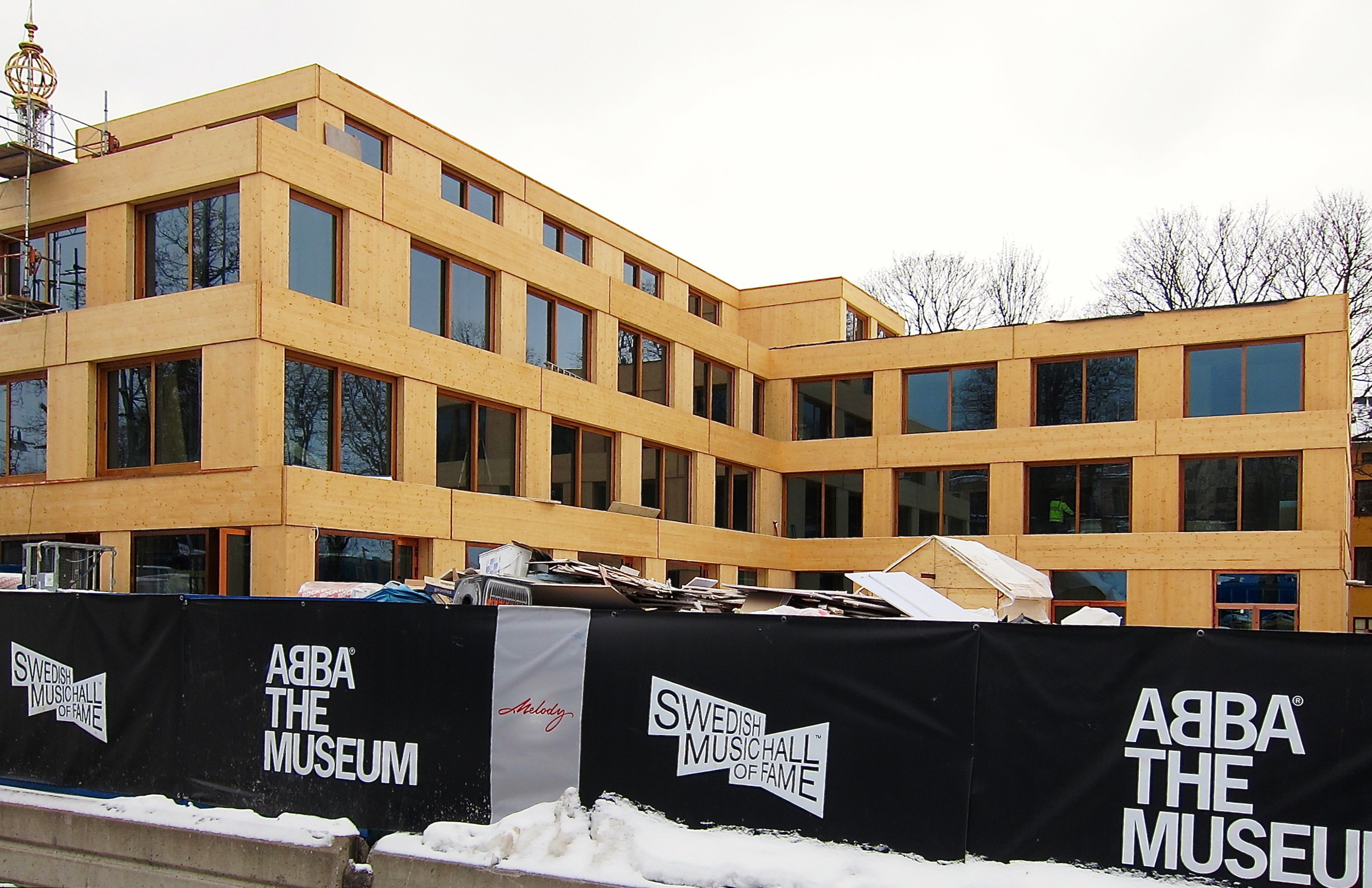
ABBA The Museum

- Avicii Experience, gewijd aan Tim Bergling (Avicii)

Overig
- Jussi Björlingmuseum, gewijd aan Jussi Björling - Borlänge
- Smetanakamer, gewijd Bedřich Smetana - Göteborg
- Evert Taubes wereld (2008-2016), gewijd aan Evert Taube - Göteborg
- Jazzens museum, jazzmuseum - Strömsholm
- Guitars - The Museum - Umeå
- Birgit Nilsson Museum, gewijd aan Birgit Nilsson - Båstad
- Zarah Leander-museet, gewijd aan Zarah Leander - Vikbolandet, Norrköping

## Zwitserland
- Musikmuseum, filiaal van het Historisch Museum - Bazel
- Salon des Pianos - Bazel
- Orgel- und Harmonium-Museum, Liestal
- Richard-Wagner-Museum, gewijd aan Richard Wagner - Tribschen bij Luzern
- Queen: The Studio Experience, gewijd aan Queen - Montreux
- Museum voor Uurwerken en Mechanische Muziekinstrumenten - Oberhofen am Thunersee
- Zwitsers orgelmuseum - Roche
- Musée Baud, genoemd naar de instrumentmakers Frédy, Robert en Auguste Baud - L'Auberson, Sainte-Croix
- Museum van Muziekautomaten en Muziekdozen - Sainte-Croix
- Museum voor Muziekautomaten - Seewen
- SwissJazzOrama - Uster